# Personaggi di Black Clover

Questa è una lista dei personaggi di Black Clover, manga scritto e disegnato da Yūki Tabata e pubblicato sulle pagine di Weekly Shōnen Jump. Gli stessi compaiono anche nella serie televisiva anime e in tutti i media derivati. 

## Protagonisti

### Asta
Asta (アスタ?, Asuta) è un ragazzo di quindici anni, orfano e completamente privo di qualsiasi abilità magica. Ha capelli grigi cenere e occhi verdi; non molto alto, seppur molto muscoloso, Asta è generalmente allegro e iperattivo, e non ha vergogna a esprimere i suoi obiettivi, indipendentemente dalle opinioni altrui. La sua forte determinazione lo porta anche ad avere una forte volontà di non mollare mai, anche durante battaglie impegnative. Si è sottoposto ad allenamenti fisici durissimi per poter così sostituire la mancanza di forza magica con la prestanza fisica. Dimostrando una forza di volontà fuori misura riesce a ottenere un grimorio contenente un demone e una spada in grado di annullare la magia chiamata Spada Fendi Demoni (断魔の剣?, Danma no Tsurugi); grazie a ciò salva Yuno da un criminale e si sfidano a chi diverrà per primo Imperatore Magico. Sei mesi dopo, in seguito ai disastrosi risultati ottenuti nelle prove dell'Esame d'ammissione all'armata dei Cavalieri Magici, il capo del Toro Nero decide di reclutarlo impressionato dalla sua forza di volontà. Partecipa a una prima missione assieme a Magna e a Noelle nel villaggio di Sosshi, durante la quale recupera una prima pietra magica. In seguito durante la missione nel dungeon ottiene una seconda spada chiamata Spada Alberga Demoni (宿魔の剣?, Shukuma no Tsurugi) e assieme a Yuno e ai suoi compagni sconfigge gli inviati del Regno di Diamond. Viene quindi invitato al palazzo dell'Imperatore Magico e difende la città dall'attacco dell'Occhio magico della notte bianca. Successivamente combatte contro i rapitori dei bambini e, assieme a Yami, contro il leader dei terroristi. In questo frangente impara a leggere il ki. Partecipa quindi alla missione nel tempio sommerso per recuperare una pietra magica; dopo la sfida lanciata al Toro Nero dal sommo sacerdote assieme ai compagni fronteggia Vetto, uno dei membri più forti dell'Occhio magico, e alla fine di una lunga e difficile battaglia riesce a sconfiggerlo. Tuttavia una maledizione lanciata dal nemico gli fa perdere l'uso delle braccia. Sarà curato dalla regina della Foresta delle Streghe, in modo che possa combattere in difesa della foresta attaccata dal Regno di Diamond e l'Occhio magico. In questa circostanza impara come attingere dal potere dell'anti magia, subendo così una trasformazione fisica chiamata Black Asta (ブラックアスタ?, Burakku Asuta). Come spiega la regina, la spade di Asta solitamente drenano il mana del possessore fino ad assorbirlo del tutto, ma poiché Asta è privo di magia, è diventato un contenitore per l'anti magia, che in questo stadio fluisce nel suo corpo. Partecipa in seguito all'esame di selezione dei Royal Knights e viene messo in squadra con Mimosa e Zora, e riuscendo a sconfiggere vice comandanti come Kirsch Vermillion e Langris Vaude. In seguito, dopo aver perso la seconda spada contro Licht rianimato, acquisisce una nuova spada chiamata Spada Annienta Demoni (滅魔の剣 ?, Mutsuma no Tsurugi) che gli permette di esorcizzare gli spiriti degli elfi nel caso in cui infligga danni sufficienti ai loro corpi ospiti. In seguito alla battaglia Licht gli dona definitivamente il suo grimorio, riottiene la Spada Alberga Demoni e apprende che il suo potere è di origine demoniaca, e questo lo rende un bersaglio per l'Assemblea Magica, comandata da Damnatio Kira, il quale lo vede come un mostro che deve essere distrutto. Su richiesta di Julius, si reca in seguito in Regno di Heart, in cui rimane per sei mesi ad allenarsi per prepararsi allo scontro contro Spade. Un anno dopo la battaglia di Spade, combatte contro Lucius e viene inviato nella Terra del Sol Levante da Lily, che è stata trasformata in un paladino da Lucius, dove si allena con i Sette Ruyzen. Quando Lily e i paladini invadono il paese, finisce il suo addestramento e li ferma con l'aiuto del Ruyzen. Dopo la battaglia, continua ad allenarsi con loro finché i membri del Toro Nero non vengono a prenderlo. È doppiato da Gakuto Kajiwara in originale e da Giuseppe Ippoliti in italiano nel film Black Clover: La spada dell'imperatore magico.

### Yuno Grinberryall
Yuno Grinberryall (ユノ・グリンベリオール?, Yuno Gurinberiōru) è un mago molto potente che controlla il vento. Come Asta è orfano, lasciato davanti all'orfanotrofio lo stesso giorno, ed è cresciuto insieme a lui condividendone il sogno di diventare Imperatore Magico. Ha quindici anni e ha una personalità molto calma e riflessiva, e un'espressione e un comportamento sempre serio. Poiché ha passato la maggior parte della sua infanzia con Asta, Yuno possiede caratteristiche simili a lui, come ad esempio la sua tenacia e la volontà di non mollare mai, che ha sviluppato allenandosi con Asta. Il suo grimorio è quello del quadrifoglio, simile a quello posseduto dal primo Imperatore Magico. Nel primo capitolo viene assalito da un criminale che vuole impossessarsi del suo grimorio; viene però salvato da Asta e i due si sfidano a chi diverrà per primo Imperatore Magico. Dopo aver sostenuto prove eccellenti all'esame d'ammissione tra i cavalieri magici, sceglie di unirsi alla squadra dell'Alba Dorata, sebbene tutte le squadre facciano a gara per ottenerlo. La prima missione a cui viene visto partecipare è quella nel dungeon assieme ai compagni Klaus e Mimosa; qui fronteggia con Asta gli inviati del Regno di Diamond e ottiene il controllo su Sylph (シルフ?, Shirufu), uno spirito magico che controlla il vento e utilizza magie molto potenti. Lo spirito viene chiamato Bell (`ベル?, Beru) da Yuno, e mostra un carattere energico e vivace, ma anche molto protettivo e ossessivo verso Yuno, tendendo a diventare ostile a qualsiasi ragazza che si avvicini a lui. Durante l'attacco dell'Occhio Magico della Notte Bianca al Regno di Clover combatte la strega Catherine assieme a Charmy che alla fine si innamora di lui. Combatterà anche quando il Regno di Diamond assalirà Clover, combattendo e sconfiggendo uno degli otto Generali Scintillanti. Partecipa in seguito all'esame di selezione dei Royal Knigths, dove viene messo in squadra con Noelle e En Ringard, e fronteggia in finale il comandante Rill, riuscendo a tenergli testa tramite un incantesimo chiamato Spirit Dive (ス ピ リ ッ ト · ダ イ ブ?, Supiritto Daibu) che gli consente di assimilare Bell nel proprio corpo, aumentando notevolmente il proprio potere magico. Nonostante venga trasformato fisicamente in un elfo dal rituale di Patry, la sua forza magica e la sua forza di volontà gli permettono di sopprimere l'anima dell'elfo che stava cercando di possederlo (che viene poi rivelato essere il figlio mai nato di Licht) e a mantenere la sua mente. Sei mesi dopo lo scontro con gli elfi, Yuno, divenuto il vice comandante dell'Alba Dorata, viene a conoscenza di essere il figlio del precedente re di Spade, spodestato dalla Triade Oscura. Ingaggia poi con i suoi compagni uno scontro contro Zenon della Triade Oscura durante l'attacco di Spade alla sede della compagnia, venendo tuttavia sconfitto. Durante il suo secondo combattimento con Zenon, viene rivelato che la magia del vento non è la sua magia originale in quanto appartiene all'anima elfica del figlio di Licht e Tetia. Riceve quindi un secondo grimorio che rivela che la sua vera magia è la magia delle stelle, uno degli attributi speciali tramandati nella famiglia reale di Spade. Dopo la battaglia, si riunisce con sua madre, ma sceglie di rimanere a Clover per completare il giuramento fatto con Asta. Un anno dopo la battaglia di Spade, viene a sapere cosa è successo ad Asta e giura di sconfiggere Lucius. Quando Lucius invade il regno, lo combatte dopo che questi ha sconfitto William. È doppiato da Nobunaga Shimazaki in originale e da George Castiglia in italiano nel film Black Clover: La spada dell'imperatore magico.

### Noelle Silva
Noelle Silva (ノエル・シルヴァ?, Noeru Shiruba) è un membro del Toro Nero, entrata lo stesso giorno di Asta; inizialmente è scortese e superba, essendo l'ultimogenita della famiglia Silva, una delle tre famiglie reali di Clover, e difficilmente ammette i suoi errori. Ha però sviluppato un complesso di inferiorità nei confronti dei suoi fratelli, dovuto al fatto di non saper controllare il proprio potere magico e al fatto che questi la incolpino della morte della madre, che ha perso la vita dandola alla luce, ma gradualmente comincerà ad aprirsi con i suoi compagni. A causa della sua difficoltà a controllare gli incantesimi dirompenti che sprigiona viene scartata dalla compagnia capitanata dalla sua famiglia, finendo nella compagnia del Toro Nero; viene mandata a Sosshi assieme ad Asta e Magna, dove sconfiggono Heath Grice; dopo la missione comincia ad aprirsi con Asta e a innamorarsi di lui, nonostante continui a negarlo. In seguito partecipa alla missione nel dungeon e combatte a fianco di Asta durante l'invasione della capitale da parte dell'Occhio Magico della Notte Bianca. Migliora anche la sua abilità magica grazie a una bacchetta acquistata al mercato nero che le permette di controllare meglio la sua magia acquatica. Fa amicizia con Kahono prima della missione nel Tempio Sommerso e sarà poi costretta a combatterla durante il gioco della Battle Royale. Si allenerà per sviluppare un incantesimo che permetta al Toro Nero di raggiungere il Tempio immergendosi. Partecipa quindi alla battaglia contro Vetto. Quando scoprirà che Asta non è più in grado di utilizzare le sue braccia partirà con alcuni altri membri del Toro Nero verso la Foresta delle Streghe. Partecipa in seguito all'esame di selezione dei Royal Knigths, dove viene messa in squadra con Yuno e En Ringard, e dimostra la sua crescita sconfiggendo il fratello maggiore Solid. Alla fine, il suo addestramento e il feedback positivo dei suoi nuovi amici del Toro Nero le permettono di superare le sue debolezze, dimostrando tutto il suo potenziale quando combatte l'elfo Kivn e acquisisce la capacità di creare armature a base d'acqua che aumentano offesa e difesa. Dopo lo scontro con gli elfi, Noelle viene a conoscenza della verità sulla morte di sua madre, causata da un demone di nome Megicula. Accompagna poi Asta a Heart, in cui rimane per sei mesi ad allenarsi per prepararsi allo scontro con Spade e Megicula. Prima combatte Vanica e Megicula con Secre e Lolopechka e viene quasi uccisa ma viene salvata dagli elfi. Successivamente si allena con loro per padroneggiare il potere dello spirito dell'acqua Undine. Successivamente combatte di nuovo contro Megicula a Spade e la uccide con l'aiuto di Nozel. Un anno dopo la battaglia di Spade, cerca di aiutare Asta nella sua battaglia contro Lucius con Mimosa e Secre, ma viene intrappolata da Lily e osserva impotente la sua sparizione. Quando Lucius invade il regno, aiuta la sua famiglia a combattere Acier, che è stata riportata in vita come Paladino. Successivamente viene rivelato che ha stipulato un contratto con il dio del mare al tempio sottomarino con l'aiuto di Kahono e Kiato. È doppiata da Yuki Kana in originale e da Simona Chirizzi in italiano nel film Black Clover: La spada dell'imperatore magico.

## Cavalieri Magici

### Toro Nero
Il Toro Nero (黒の暴牛?, Kuro no Bōgyū) è una delle squadre in cui è suddiviso l'esercito magico del Regno di Clover. Essa è composta principalmente dagli scarti, ossia da quei maghi che nessun'altra tra le squadre ha scelto. All'inizio della serie ha un rango di -30, ma grazie alla missione nel tempio sommerso in cui sconfiggeranno Vetto il loro rango salirà a 0. In seguito alle imprese di Asta, il numero di stelle arriverà a 101, risultando così la seconda squadra più premiata dopo l'Alba Dorata. Il comandante è Yami Sukehiro.

#### Yami Sukehiro
Yami Sukehiro  (ヤミ・スケヒロ/夜見 介大?, Yami Sukehiro) è un uomo di 28 anni e fumatore accanito, comandante della compagnia del Toro Nero. Sukehiro è normalmente una persona molto tranquilla che parla molto poco. Tuttavia, è anche un testa calda, che si arrabbia facilmente e tende anche ad andare immediatamente dritto per una soluzione più fisica a qualsiasi problema o confronto. Inoltre, preferisce dare ai suoi subordinati delle missioni pericolose, dal momento che crede che sia il modo migliore per fargli superare i propri limiti e diventare più forti. Sukehiro inoltre non discrimina le persone in base al loro stato sociale o alle loro abilità e accetta chiunque nella sua squadra. Abilissimo nella magia di tenebre e nella lettura del ki, per combattere utilizza una katana nera in cui riesce a convogliare la sua magia. Yami è originario di un altro paese noto come Terra del Sol Levante (日ノ国?, Hino Kuni) come membro di una famiglia di assassini nota come Clan Yami (夜見一族?, Yami Ichizoku). Dopo aver presumibilmente ucciso la sua famiglia, risparmiando sua sorella minore Ichika, Yami fuggì dalla sua terra natale e rimase vittima di un naufragio che lo portò nel Regno di Clover. Qui fa la conoscenza del futuro imperatore magico Julius Novachrono che, impressionato dalla sua magia, decise di prenderlo sotto la sua ala. Si scontrerà aspramente con i pregiudizi razziali nella nuova terra, ma alla fine li estirperà divenendo comandante del Toro Nero. La prima vera e propria battaglia che lo vede protagonista è quella durante il rapimento dei bambini, dove affronta Patry al fianco di Asta. Anche lui si dirige al tempio sommerso dove assiste alle sfide dei suoi sottoposti assieme al capo del tempio prima di scendere in campo contro Vetto, sconfiggendolo definitivamente. Sospetta fin da subito che tra William e il capo dell'Occhio magico ci sia un legame, e avrà conferma dei suoi dubbi dopo la morte di Julius. In seguito, insieme ai suoi compagni, difende la capitale dall'attacco degli elfi, e combatte Zagred nel palazzo delle ombre. Viene preso di mira dalla Triade Oscura per via della sua magia, necessaria per creare l'Albero di Qliphoth. Sebbene lui e Asta riescano a sconfiggere Dante, viene catturato da Zenon e la sua katana lasciata in possesso di Asta. Dopo essere stato liberato da Asta e Yuno, assiste nella battaglia contro Lucifero. Era vicino alla morte finché non fu salvato da Mimosa. Un anno dopo la battaglia, giura di combattere Lucius dopo aver sentito cosa è successo ad Asta. Successivamente partecipa alla battaglia contro Lucius quando invade il regno ed è scioccato nel vedere Morgen riportato in vita come paladino, venendo da lui quasi ucciso, finché non viene salvato da Nacht e Ichika. È doppiato da Jun'ichi Suwabe in originale e da Carlo Petruccetti in italiano nel film Black Clover: La spada dell'imperatore magico.

#### Gauche Adlai
Gauche Adlai (ゴーシュ・アドレイ?, Gōshu Adorei) è un membro del Toro Nero che pratica una magia basata sulla creazione di specchi magici. Grazie a questa magia può riflettere la luce e usarla come arma offensiva, o creare copie di se stesso o degli altri grazie a un frammento di specchio al posto di uno dei suoi occhi. Ama alla follia la sua sorellina Marie per cui farebbe qualsiasi cosa. Questo lo rende poco incline al gioco di squadra e disinteressato a qualsiasi battaglia che coinvolga in qualche modo la sorella, e minaccia qualunque persona abbia l'intenzione di avvicinarsi a lei. Figlio di una nobile famiglia, dopo la morte dei genitori lui e sua sorella furono cacciati di casa da un altro nobile che si era impossessato dei beni di famiglia e furono costretti a cavarsela da soli. Per provvedere alla sorella si macchiò di numerosi crimini e per questo fu incarcerato. Dopo essere evaso fu sconfitto da Yami ed entrò nella compagnia del Toro Nero. Sebbene inizialmente Gauche non vada d'accordo con la squadra, tentando persino di uccidere Asta quando Marie sviluppa una cotta per il ragazzo, inizia gradualmente ad aprirsi ai suoi compagni. Combatte insieme ad Asta contro Baro e Neige e aiuta nel combattimento contro Patry. Partecipa alla missione nel Tempio Sommerso, dove sconfigge alcuni sacerdoti e membri dell'Occhio magico della notte bianca. Dopo l'attacco dell'Occhio magico alla base del Toro Nero, finisce per essere posseduto dall'elfo Drowa (ド ロ ワ?, Dorowa) della Cerchia di Sefirah, prima che Asta lo esorcizzi. Dopo aver rivelato di aver trascorso la durata del possessione riconsiderando il suo punto di vista sulle persone, Gauche inizia finalmente ad aprirsi ai suoi compagni di squadra. Aiuta Asta nella sua battaglia contro Dante insieme a Vanessa, Grey e Henry, ma viene quasi ucciso nella battaglia e viene guarito da Grey. Successivamente va ad assistere nella battaglia del regno di Spade. È doppiato da Satoshi Hino.

#### Magna Swing
Magna Swing (マグナ・スウィング?, Maguna Suwingu) è un membro del Toro Nero che utilizza la magia del fuoco. Ha un carattere spavaldo e attaccabrighe, tuttavia mostra rispetto verso chi ritiene meritevole di riceverlo. Ha un profondo rispetto per Yami, e considera Luck il suo migliore amico. In battaglia usa la sua magia principalmente per creare palle di fuoco che lancia agli avversari tramite una mazza composta anch'essa di fuoco. Possiede inoltre una scopa volante personalizzata chiamata Crazy Cyclone (紅雰爾威災駆乱クレイジーサイクロン号?, Kureijī Saikuron-gō). Proviene dal villaggio di Rakaya, ed è il primo compagno che parte in missione con Asta e Noelle al villaggio di Shossi. Qui affrontano Heath Grice e lo sconfiggono. Con tutti i compagni va anche lui al Tempio Sommerso, dove affronta e sconfigge alcuni sacerdoti prima di perdere contro Vetto. Partecipa in seguito all'esame di selezione dei Royal Knigths, dove viene messo in squadra con Kirsch Vermillion e Sol Marron, venendo pero eliminato in semifinale dal gruppo di Asta. Si allena duramente per eguagliare la forza di Luck, specialmente quando questi viene accettato nei Royal Knights e lui no. La sua relazione con Luck si rivela la chiave per liberare Luck dal possesso di Rufel, e insieme combattono al fianco del Toro Nero contro gli elfi reincarnati. Sentendo che non sta diventando abbastanza forte rispetto a Luck e Asta, studia con Zora per approfondire le sue tecniche magiche. Alla fine crea un incantesimo che divide equamente la sua magia e quella del suo avversario, permettendogli di sconfiggere da solo Dante della Triade Oscura. È doppiato da Genki Muro.

#### Vanessa Enoteca
Vanessa Enoteca (バネッサ・エノテーカ?, Banessa Enotēka) è una maga bellissima con numerosi problemi con l'alcol. Ha un carattere gioviale e disinibito, non provando imbarazzo nel farsi vedere poco vestita e flirtando apertamente con i vari uomini che incontra. Inoltre, Vanessa è anche una persona molto premurosa, come dimostra quando offre il suo aiuto a Noelle per trovare un modo per controllare la sua magia. Utilizza una magia legata alla creazione di fili e spesso usa questa abilità in battaglia per immobilizzare i nemici o al di fuori per creare e riparare i vestiti dei suoi compagni. Proviene dalla Foresta delle Streghe, un luogo abitato da sole donne, e fin da bambina fu tenuta segregata da sua madre, la Regina delle Streghe, per via del potenziale dei suoi poteri. Fu tuttavia liberata da Yami e si uni alla compagnia del Toro Nero. In seguito tornerà al suo villaggio natale per chiedere alla regina una cura per la maledizione che affligge le braccia di Asta. Durante la battaglia contro la regina, rivela la sua vera capacità di alterare il destino: questo potere si manifesta come un gatto fatto di fili rossi che soprannomina Rouge (「ルージュ?,  Rūju), il quale, toccando un bersaglio, può cambiare l'esito di un evento in qualcosa di favorevole per Vanessa e i suoi alleati. L'incantesimo tuttavia protegge solo coloro con cui Vanessa ha un legame, e richiede una grande quantità di potere magico per essere tenuto attivo. È doppiata da Nana Mizuki.

#### Luck Voltia
Luck Voltia (ラック・ボルティア?, Rakku Borutia) è un ragazzo utilizzante una magia del fulmine. Usa questa magia principalmente per creare guanti artigliati o stivali per muoversi più velocemente. Sempre sorridente e iperattivo, nasconde tuttavia un lato violento, oltre che amante del combattimento, ed è sempre alla ricerca di nuovi avversari. Proprio per questo motivo, nonostante il suo grande potere magico, non riuscì a entrare mai in altre squadre al di fuori del Toro Nero. Nel gruppo si diverte spesso a prendere in giro Magna, nonostante lo consideri il suo migliore amico. Luck è inoltre molto portato nel campo della percezione del mana. Trascorre la maggior parte della sua infanzia sotto le cure di sua madre, ma i due hanno un rapporto teso, a causa della sua incapacità di smettere di sorridere. Tuttavia, quando riuscirà a battere un suo coetaneo di nobile origine sua madre lo incoraggerà a continuare a vincere in futuro, una promessa che cerca ancora di mantenere da allora. La prima missione a cui partecipa è assieme ad Asta e Noelle nel dungeon in cui, grazie all'aiuto dei suoi compagni, affronterà uno dei maghi nemici, Lotus. Con tutti i compagni va anche lui al Tempio Sommerso, dove affronta e sconfigge alcuni sacerdoti prima di perdere contro Vetto. Partecipa in seguito all'esame di selezione dei Royal Knigths, dove viene messo in squadra con Klaus Lunette e Puli Angel, venendo pero eliminato in semifinale da Rill. Più tardi durante l'incursione della base dell'Occhio magico, finisce per essere posseduto dallo spirito dell'elfo Ruful (ル フ ル?, Rufuru) come risultato del rituale di Patry, ma viene liberato dall'incantesimo dopo che lo spirito viene esorcizzato da Asta con l'aiuto di Magna e Vanessa. In seguito al patto di alleanza tra Clover e Heart, rimane per sei mesi ad allenarsi nel regno di Heart per prepararsi allo scontro con Spade. È doppiato da Ayumu Murase in originale e da Danny Francucci in italiano nel film Black Clover: La spada dell'imperatore magico.

#### Finral Roulacase
Finral Roulacase (フィンラル・ルーラケイス?, Finraru Rūrakeisu) è un membro del Toro Nero che utilizza la rara magia dello spazio. Può creare portali unicamente per luoghi che conosce o che ha già visitato. Nato in una famiglia nobile, veniva deriso dai suoi familiari per essere incapace di utilizzare magie offensive e per questo motivo non verrà scelto da nessuna squadra con l'eccezione del Toro Nero. Finral è un donnaiolo che viene distratto facilmente dalle donne, inoltre è estremamente codardo e cerca sempre evitare situazioni in cui potrebbe essere ferito o ucciso. Dopo aver conosciuto Asta però inizierà a diventare più coraggioso e sicuro di sé, arrivando a partecipare a molte battaglie, usando principalmente il suo potere per ingannare gli avversari e condurre attacchi a sorpresa. Accompagna Yami durante la cerimonia di ammissione, e in seguito aiuterà il suo comandante e Asta durante il combattimento contro Patry. Partecipa in seguito alla battaglia della Foresta delle streghe e all'esame di selezione dei Royal Knigths, dove viene messo in squadra con Leopold Vermillion e Hamon Caesus. In semifinale affronterà il fratello Langris, che lo ridurrà in fin di vita, venendo successivamente soccorso dai suoi compagni. Dopo essersi ripreso, aiuterà e Jack durante la loro battaglia contro Latry, l'elfo che possiede Langris, e riesce a riconciliarsi parzialmente con lui. Finral decide di accettare la responsabilità e diventare il capo della casa Vaude, e inizia lavora duramente per superare i suoi impulsi donnaioli e diventare un vero marito per Finnes Calmreich, promessa sposa del prossimo capo della casa Vaude. Accompagna poi Asta a Heart, in cui rimane per sei mesi ad allenarsi per prepararsi allo scontro con Spade. È doppiato da Jun Fukuyama in originale e da Matteo Liofredi in italiano nel film Black Clover: La spada dell'imperatore magico.

#### Gordon Agrippa
Gordon Agrippa (ゴードン・アグリッパ?, Gōdon Agurippa) è un membro del Toro Nero che accompagna Yami durante l'esame di ammissione. È molto esile, con la pelle pallida e capelli neri corti pettinati all'indietro. Ha occhiaie molto evidenti e porta un rossetto nero. Nonostante il suo aspetto, è una persona molto gentile. Il suo problema è comunicare con gli altri. È infatti una persona molto timida e riservata, e parla sempre con un tono di voce molto basso, fatto che spesso lo porta a essere ignorato dai suoi compagni, verso cui ha comunque un forte legame. È esperto nell'utilizzo di maledizioni, e usa una magia basata sul veleno, come mostrato durante l'assalto dell'Occhio Magico alla base del Toro Nero. Proviene da una famiglia specializzata nelle magie di maledizioni, che i loro antenati usavano per scopi omicidi. Gordon inizialmente non voleva avere nulla a che fare con la sua famiglia, poiché la loro eredità causò il suo isolamento in infanzia, solo per apprendere in seguito che suo padre Nathan è divenuto un guaritore che usa le conoscenze della sua famiglia per localizzare e curare coloro che sono stati maledetti. È doppiato da Kenichiro Matsuda.

#### Charmy Pappitson
Charmy Pappitson (チャーミー・パピットソン?, Chāmī Papittoson) è una maga del Toro Nero caratterizzata dalla bassa statura (nonostante abbia 19 anni ha infatti l'aspetto di una bambina) e da uno smisurato amore per il cibo (viene sempre vista mangiare in qualunque situazione). Utilizza la magia del cotone, che utilizza spesso per creare dei costrutti a forma di pecora che usa in battaglia o anche come cuochi personali. Combatte contro Catherine durante l'invasione, riuscendo a sconfiggerla. Durante l'attacco alla capitale si innamora di Yuno, che soprannomina "principe salva-pappa". Nonostante l'aspetto e la strana magia utilizzata, è una maga estremamente potente. Durante la battaglia contro l'elfo Rila, Charmy scopre di essere per metà appartenente alla razza dei nani, e ciò le consente di assumere un aspetto più adulto e di usare un secondo tipo di magia chiamata magia del cibo, che si manifesta come un lupo in grado di divorare le magia altrui. In seguito al patto di alleanza tra Clover e Heart, rimane per sei mesi ad allenarsi nel regno di Heart per prepararsi allo scontro con Spade. È doppiata da Kiyono Yasuno in originale e da Emma Grasso in italiano nel film Black Clover: La spada dell'imperatore magico.

#### Grey
Grey (グレイ?, Gurei) è un membro del Toro Nero dal carattere estremamente timido, che inizialmente nasconde la sua vera identità sotto le sembianze di un uomo enorme e taciturno. Utilizza la magia di trasformazione, grazie alla quale può prendere l'aspetto di chiunque, abilità che usa per comunicare con gli altri; inizialmente pensano tutti che sia un uomo, ma durante gli scontri del tempio sommerso si scopre che è una ragazza. In seguito mostra la capacità di applicare la sua magia sugli oggetti o sulle altre persone, trasformando anch'essi. Gray è stata abusata dalla matrigna e dalle sorellastre gemelle, cosa che la spinse a fuggire di casa. Venne quasi derubata, ma fu salvata da Gauche, che le disse di non sarebbe dovuta fuggire se non era pronta a sopravvivere da sola. Sviluppa una cotta per Gauche quando lo incontra di nuovo nel Toro Nero, anche se lui non la riconosce in quanto era trasformata durante il loro primo incontro. Trascorre spesso del tempo con lui e Gordon, a causa del fatto che anche Gordon ha problemi di comunicazione. Dopo il tentativo di Grey di curare Gauche in seguito all'attacco di Dante alla base del Toro Nero, scopre di utilizzare effettivamente la magia di trasmutazione, che le consente di alterare tutte le forme di materia. È doppiata da Minami Takahashi in originale e da Emma Grasso in italiano nel film Black Clover: La spada dell'imperatore magico.

#### Zora Ideale
Zora Ideale (レ ゾ ラ · イ デ ー レ?, Zora Ideāre) è un membro del Toro Nero. Indossa una maschera di cuoio che gli copre la parte inferiore della sua faccia, ma che lascia la bocca scoperta, in modo simile a un ninja. Zora è cinico e scontroso, ed è altamente irrispettoso nei confronti degli altri, che siano nobili o i suoi stessi compagni di squadra. A parte il disprezzo verso chiunque, le sue caratteristiche principali sono l'imprevedibilità e l'amore per gli scherzi. Utilizza una magia basata sulla cenere, ed è un esperto nella creazione di trappole magiche. Utilizza principalmente trappole in grado di riflettere le magie altrui e può impostare trappole su larga scala, che richiedono tempo, energia e magia in proporzione alle dimensioni. Suo padre Zara faceva parte dell'Orca Viola, ed è stato il primo plebeo a unirsi ai Cavalieri Magici. Dopo che suo padre mori in missione, Zora scopri che era stato ucciso dai suoi stessi compagni, in quanto non tolleravano l'idea che un plebeo si associasse ai nobili. Diventato adulto, inizio quindi a cercare ed eliminare tutti i Cavalieri Magici corrotti. Durante le sue peregrinazioni, Zora incontra Yami, che gli offre un posto nella sua squadra. Anche se Zora tiene con sé la veste, non la indossa e continua la sua missione. Dopo aver sconfitto e preso il posto del vice comandante dell'Orca Viola, Xerx Lugner, partecipa all'esame di elezione dei Royal Knights a fianco di Asta e Mimosa. Al termine dell'evento, accetta la proposta di Yami entrando definitivamente a far parte del Toro Nero. Sebbene mantenga ancora un po' della sua arroganza e continui a discutere con Asta, si unisce ai Royal Knights e combatte al fianco della sua squadra contro l'occhio magico e gli elfi. Durante il salto temporale, aiuta Magna a sviluppare la sua nuova magia e in seguito va ad assistere nella battaglia del regno di Spade. È doppiato da Hikaru Midorikawa e da Stefano Annunziato, in italiano, nel film Black Clover: La spada dell'imperatore magico.

#### Henry Legolant
Henry Legolant (ヘンリー・レゴラント?, Henrī Regoranto) è il vero proprietario della base del Toro Nero. Henry è un uomo alto, con lunghi capelli bianchi, e che parla molto lentamente, impiegando molto tempo anche per dire frasi corte. Soffre di una strana malattia, che lo rende incapace di muoversi a patto che non riceva il potere magico delle altre persone, assorbendolo di nascosto. Usa la magia di ricombinazione, che gli consente di spostare l'edificio e le sue componenti come vuole. Quasi tutta lo squadra non sa della sua esistenza, credendo invece che gli spostamenti siano opera di un fantasma. Nato in una famiglia nobile, fu abbandonato dai suoi genitori, in quanto incapace di provvedere a se stesso, e successivamente incontrò Yami, che lo rese un membro del Toro Nero a patto che gli lasciasse usare la sua casa come base. Sopravvive assorbendo l'energia magica dei membri, che riconosce come importanti. Asta visitava spesso Henry in segreto, poiché l'assorbimento di mana di Henry non lo influenza, in quanto non ha alcun mana. Rivelandosi durante l'attacco alla base da parte dell'occhio magico, si rivela fondamentale durante la battaglia configurando la base in una statua a forma di toro, utilizzando il mana accumulato dai suoi compagni per pilotare la base e usare potenti attacchi. È doppiato da Mitsuki Saiga.

#### Secre Swallowtail
Secre Swallowtail (「セクレ・スワロティル?, Sekure Suwarotiru) è una giovane donna che visse cinque secoli prima dell'inizio della storia. Servitrice di Lumiere, lo ha aiutato a perfezionare gli strumenti magici con la sua magia del sigillo. In seguito alla morte di Licht, utilizzò le pietre magiche per sigillare Zagred, e sigillò successivamente Lumiere nella pietra nel caso il demone fosse tornato, trascorrendo i secoli successivi sotto forma da anti-uccello. Secre ha deciso di rimanere al fianco di Asta dopo averlo incontrato durante il suo esame di ammissione ai Cavalieri Magici, venendo soprannominata Nero (黒?, Nero) da Luck, e giocando un ruolo nel ritrovamento della maggior parte delle pietre magiche. Quando il demone ritorna, Nero chiede aiuto a Finral per raggiungere Lumiere in modo da poter rianimarlo mentre lei ritorna alla sua vera forma. Dopo la fine della battaglia, nonostante volesse rimanere al fianco di Lumiere anche nell'aldilà, questi la convince a rimanere con il Toro Nero come membro ufficiale. Accompagna poi Asta a Heart, in cui rimane per sei mesi ad allenarsi per prepararsi allo scontro con Spade. È doppiata da Ayane Sakura in originale e da Sophia De Pietro in italiano nel film Black Clover: La spada dell'imperatore magico.

#### Nacth Faust
Nacth Faust (ナハト・ファウスト?, Nahto Fausuto) è il vice-comandante del Toro Nero, che usa una magia che gli consente di manipolare le ombre. È in grado di entrare e uscire da qualsiasi ombra, immobilizzare le persone che entrano nell'ombra e trattenere fisicamente le persone tramite le ombre. Nacht è posseduto da quattro demoni minori che gli conferiscono potere: Gimodelo (Union mode: Canis), Slotos (Union mode: Equus), Plumede (Union mode: Felis) e Walgner (Union mode: Gallus). Usa quattro reliquie legate ai demoni per evocarli temporaneamente nel mondo dei viventi, sia come grandi bestie mascherate che come piccoli famigli. Può anche fondersi con le loro forme più grandi. Pragmatico, logico e schietto, Nacht non ama molto i Cavalieri Magici, ma lavora comunque con loro per fermare la Triade Oscura, dato che detesta assolutamente il loro male fine a se stesso. Crescendo, Nacht era un delinquente egoista, che faceva le cose solo per se stesso, mentre suo fratello gemello Morgen era gentile e si unì al Cervo Grigio insieme a Yami. Nacht ha stretto un legame con Yami, ma l'amicizia di questi con Morgen li ha fatti allontanare. Quando compie diciotto anni, i suoi genitori gli rivelano che la loro famiglia ha studiato i demoni per generazioni, e da amante dell pericolo Nacht mostra rapidamente talento per questo. Quando ignora l'intervento di Morgen e tenta di entrare in contatto con un demone supremo il potere di quest'ultimo si rivela troppo grande, attaccando tutti tranne Nacht. Morgen distrugge l'artefatto che collega Nacht e il demone e muore tra le braccia di suo fratello. Nacht è stato in seguito arbitrariamente nominato vice-comandante del Toro Nero, ma solo Yami e Julius sono a conoscenza della sua posizione. Si infiltra nel Regno di Spade, intraprendendo una missione segreta sotto copertura. Quando ritorna nel regno dopo gli attacchi della Triade Oscura, si presenta ad Asta e decide di insegnargli come usare il potere del demone, e durante la riunione dei capitani condivide le sue informazioni così da poter invadere Spade. Durante l'invasione del regno di Spade, combatte contro Dante con Jack. Tuttavia, viene risucchiato in una battaglia con i diavoli Lilith e Naamah e lotta contro di loro finché non viene salvato da Asta. Partecipa quindi alla battaglia contro Lucifero, rischiando la vita finché non viene salvato da Mimosa. È doppiato da Hiro Shimono.

#### Liebe
Liebe (リーベ?, Rībe) è il demone che risiede all'interno dell'ex grimorio di Licht, attualmente di proprietà di Asta ed è la fonte dietro l'Anti-Magia. Originario degli inferi, Liebe apparteneva al rango più basso tra tutti i demoni, ed era costantemente tormentato dagli altri diavoli a causa della mancanza di magia. Poiché non aveva la magia, era in grado di entrare nel mondo umano. Mentre viveva tra gli umani, fu allevato da una donna di nome Licita fino a quando Lucifero prese il suo corpo e la uccise accidentalmente. Prima di morire, Lichita uso la sua magia per sigillarlo nel grimorio di Asta. Per questo motivo ha intenzione di prendere il controllo del corpo di Asta per uccidere tutti i demoni. Dopo essere stato sconfitto da Asta, forma un contratto in cui accetta di diventare suo amico e combattere i diavoli insieme. Durante la lotta di Liebe e Asta con Lucifero, i ricordi di Licita di Liebe vengono condivisi con Asta. Rendendosi conto che Liebe è il suo fratellastro, Asta lo rassicura sulla sua forza mentre i due riescono a sconfiggere Lucifero. Dopo la battaglia, Liebe promette di aiutare Asta a diventare l'imperatore magico. È doppiato da Kenichiro Matsuda (all'interno del grimorio di Asta) e da Nobuhiko Okamoto (forma originale).

### Alba Dorata
L'Alba Dorata (金色の夜明け, Konjiki no Yoake) è la squadra più forte tra i Cavalieri Magici del Regno di Clover, capitanata inizialmente da William Vangeance. La squadra è composta per la maggior parte da nobili. La selezione della maggior parte dei suoi membri fa parte del piano di Patry, poiché la maggioranza di essi è costituita da elfi reincarnati. Sei mesi dopo lo scontro con gli elfi, la base della squadra viene attaccata da Zenon della Triade Oscura, attacco in seguito al quale la base viene pesantemente danneggiata e metà dei membri uccisi. 

#### William Vangeance
William Vangeance (ウィリアム・ヴァンジャンス?, Wiriamu Banjansu) è il comandante della squadra. Attualmente è ritenuto essere la persona più vicina a diventare il prossimo Imperatore Magico. Ha un'aura alquanto misteriosa a causa del fatto che la maggior parte del suo volto è coperta da una maschera, nonostante questo è amato dalla sua compagnia e da loro ha un'estrema lealtà. Utilizza la magia dell'albero del mondo, grazie alla quale è capace di creare enormi alberi che assorbono mana dall'interno della terra. Una volta raccolto, questo mana può essere convertito e riutilizzato per vari scopi. Figlio illegittimo di un nobile, a causa di una maledizione inflitta sulla famiglia della madre ha una cicatrice che gli ricopre metà della faccia, motivo per cui è stato ritenuto un "bambino maledetto". Crebbe nei bassifondi fino a otto anni, per poi essere accolto nella famiglia del padre in seguito alla morte del suo erede, subendo però le angherie della matrigna. L'unico a comprenderlo e accettarlo sarà Julius Novachrono, che gli regalerà la maschera che indossa tutt'oggi. Stringe inoltre una profonda amicizia con Patry dopo che questi si reincarnò nel suo corpo, e decise di aiutarlo nei suoi piani di vendetta. Incontrò Yami sul campo di battaglia dieci anni prima dell'inizio della storia e da allora combatterono fianco a fianco fino a divenire insieme comandanti. Lo si vede combattere durante l'invasione di Kiten da parte del Regno di Diamond, dove sfodera la sua magia. William viene infine soppresso quando Patry prende il controllo completo del corpo del suo ospite. Riacquisterà il controllo del suo corpo quando Asta esorcizza Patry su richiesta dell'elfo in modo che la sua magia possa aiutare Licht a calmare gli altri elfi reincarnati. In seguito riprenderà i suoi doveri di cavaliere magico dopo essere stato perdonato per il suo ruolo nelle azioni di Patry. Durante l'attacco del regno di Spade alla sede dell'Alba Dorata, ingaggia uno scontro contro Zenon, da cui viene sconfitto e catturato. Successivamente viene liberato da Asta e Yuno e poi salvato da Patry. Quando Lucius invade il regno, viene facilmente sconfitto da lui e nomina Yuno nuovo capitano della squadra. È doppiato da Daisuke Ono in originale e da Simone Veltroni in italiano nel film Black Clover: La spada dell'imperatore magico.

#### Langris Vaude
Langris Vaude (ランギルス・ヴォード?, Rangirusu Bōdo) è inizialmente il vice comandante della squadra e ricopre il rango di Cavaliere Magico Superiore di prima classe. È il fratello minore di Finral da parte di padre e l'erede della famiglia Vaude. Poiché Finral non è mai stato in grado di usare una magia offensiva, Langris è stato nominato erede della famiglia e ha adottato un atteggiamento spavaldo verso Finral e chiunque ritenga appartenere a una classe "inferiore". Nonostante sia considerato il più talentuoso dei fratelli, mostra un profondo rancore nei confronti di Finral, visto che questi è sempre stato elogiato per essere gentile e benvoluto dagli altri. Langris crede che i suoi genitori lo amino unicamente per la sua magia molto superiore rispetto a quella di Finral, pertanto, crede che se non riesca a battere questi in tutto, non sarebbe più amato dalla sua famiglia. Durante l'esame di selezione dei Royal Knigths, affronta Finral, arrivando quasi a ucciderlo, ma verrà fermato dai membri del Toro Nero. Nella sfida successiva affronta Asta, da cui viene sconfitto. Finisce per essere posseduto dallo spirito del cugino di Patry, Latry (ラ ト リ?, Ratori) dopo che Patry completa il rituale per far risorgere il loro popolo, e assale il palazzo reale prima che Yami, Finral e Jack arrivino a fermarlo. Tornerà alla normalità dopo la fine della battaglia e si riconcilia parzialmente con Finral, ottenendo un'intesa con lui, e in seguito assiste Yuno nella battaglia contro Zenon nel Regno di Spade. Lotta contro Zenon finché non viene salvato da Finral. Lavorano insieme e lo danneggiano, ma non riescono ad ucciderlo finché non vengono salvati da Yuno. Utilizza una rara forma di magia dello spazio, grazie alla quale può creare globi in grado di cancellare ciò che toccano. È doppiato da Kaito Ishikawa.

#### Klaus Lunette
Klaus Lunette (クラウス・リュネット?, Kurausu Ryunetto) è uno dei due compagni di Yuno durante la missione nel dungeon, un ragazzo con gli occhiali molto superbo e appartenente alla nobiltà. Inizialmente ha dei forti pregiudizi nei confronti di Asta e Yuno, ma si ricrederà dopo aver combattuto a loro fianco contro Mars del Regno di Diamond, iniziando, tra l’altro, ad ammirare Asta per avergli salvato la vita. Partecipa in seguito all'esame di selezione dei Royal Knigths a fianco di Luck e Puli Angel. Ricopre il rango di Cavaliere Magico Intermedio di terza classe. Viene posseduto dallo spirito di un elfo in seguito al rituale di Patry, ma tornerà alla normalità alla fine della battaglia. Combatte poi contro gli emissari di Spade durante l'attacco alla base, venendo pero sconfitto da Zenon. Utilizza una magia legata al ferro che utilizza per creare oggetti di ferro a scopo offensivo e difensivo, oltre che per viaggiare senza il supporto di una scopa. È doppiato da Takuma Terashima.

#### Mimosa Vermillion
Mimosa Vermillion (ミモザ・ヴァーミリオン?, Mimoza Bāmirion) è la cugina di Noelle da parte di madre e dei fratelli Vermilion, del Leone Vermiglio, da parte di padre. È una ragazza educata e gentile, ma anche molto sbadata e, per certi versi, schietta. Ha anche una personalità molto diversa rispetto alla maggior parte dei nobili, a cui piace sminuire chiunque sia inferiore a loro. Mimosa tende a guardare più in profondità di quei nobili e ad apprezzare le persone secondo il loro valore, come mostra il suo profondo rispetto per la cugina Noelle. Utilizza una magia delle piante basata principalmente sulla guarigione e la localizzazione ed è una dei compagni di Yuno durante la missione nel dungeon, dove si impegnerà a curare gli alleati dalle ferite di Mars. In seguito alla missione si innamorerà di Asta. Durante l'esame di selezione dei Royal Knitghs verrà messa in squadra con Asta e Xerx Laugner (in realtà Zora). Dopo la battaglia con gli elfi, accompagna poi Asta a Heart, in cui rimane per sei mesi ad allenarsi per prepararsi allo scontro con Spade. È doppiata da Asuka Nishi in originale e da Anna Maria Laviola in italiano nel film Black Clover: La spada dell'imperatore magico.

#### Alecdra Sandler
Alecdra Sandler (アレクドラ・サンドラー?, Arekudora Sandorā): è un membro dell'Alba Dorata facente parte della nobiltà. Ha una mentalità elitaria e orgogliosa, riferendosi a Yuno e Asta come "ratti" in diverse occasioni e diventando visibilmente turbato quando a Yuno viene riconosciuto il merito di aver contribuito al maggior numero di stelle dell'Alba Dorata. Fedelissimo a William, che in passato gli salvò la vita durante una missione, prova un forte disprezzo per Yuno, sia per le sue origini, sia per l'apprezzamento che William mostra verso di lui. Verrà promosso al grado di Cavaliere Magico Superiore di quarta classe poco prima dell'attacco dell'Occhio Magico della Notte Bianca alla capitale del regno. Combatte con Yuno e Mimosa durante l'invasione della città reale. L'odio per Yuno sfocerà poi durante l'esame di selezione dei Royal Knigths, durante il quale lui e Yuno si combatteranno in quanto membri di squadre avversarie, e da cui verrà facilmente sconfitto. Viene poi posseduto dallo spirito di un elfo in seguito al rituale di Patry, ma tornerà alla normalità alla fine della battaglia. Combatte poi contro gli emissari di Spade durante l'attacco alla base, venendo pero sconfitto da Zenon. Utilizza una magia legata alla sabbia. È doppiato da Genki Okawa.

#### Shiren Tium
Shiren Tium (シレン・ティウム?, Shiren Tsiumu) è un membro dell'Alba Dorata e fa parte della nobiltà del Regno di Clover. Shiren è un individuo calmo e silenzioso che non parla a meno che non sia strettamente necessario. Accompagna William durante l'esame di ammissione. Verrà promosso al grado Cavaliere Magico Intermedio di prima classe poco prima dell'attacco dell'Occhio Magico della Notte Bianca alla capitale del regno. Viene poi posseduto dallo spirito di un elfo in seguito al rituale di Patry, ma tornerà alla normalità alla fine della battaglia. Muore in seguito alle ferite riportate durante l'attacco di Spade alla base. Utilizza una magia legata alle rocce, ed è versato nel campo della percezione del mana. È doppiato da Masayuki Akasaka.

#### Hamon Caesus
Hamon Caseus (ハモン・カーセウス?, Hamon Kāseusu): è un nobile e membro dell'Alba Dorata. Dal fisico pingue, è una persona molto gioviale, che ama mangiare. In battaglia usa una magia legata al vetro. Verrà promosso al grado di Cavaliere Magico Intermedio di seconda classe poco prima dell'attacco dell'Occhio Magico della Notte Bianca alla capitale del regno. Combatte durante l'invasione alla città reale. Partecipa in seguito all'esame di selezione dei Royal Knigths a fianco di Finral e Leopold Vermillion. Viene poi posseduto dallo spirito di un elfo in seguito al rituale di Patry, ma tornerà alla normalità alla fine della battaglia. Muore in seguito alle ferite riportate durante l'attacco di Spade alla base. È doppiato da Kosuke Toriumi.

### Leone Cremisi
Il Leone Cremisi (朱色 の ライオン?, Shuiro no Raion) sono una delle compagnie di Cavalieri Magici del Regno di Clover, gestita dalla famiglia Vermillion e capitanata inizialmente da Fuegoleon Vermillion. È una delle compagnie più forti e prestigiose del regno.

#### Fuegoleon Vermillion
Fuegoleon Vermillion (フエゴレオン・ヴァーミリオン?, Fuwegorehon Bāmirion) è il comandante della squadra e un potente utilizzatore della magia del fuoco, manipolando il fuoco per creare delle grandi forme che possono attaccare il nemico. Fuegoleon è una persona giusta che giudica le persone in base al loro valore piuttosto che dal loro status sociale. Ha anche dimostrato di avere una personalità carismatica, che si manifesta nella sua capacità di comando. Egli è in grado di prendere rapidamente in carico una situazione e dare ordini di conseguenza. Fuegoleon è molto calmo e raccolto anche in situazioni terribili. È in grado di analizzare e trovare le debolezze del suo avversario, anche mentre si difende da una raffica di attacchi. Da bambino fu addestrato da Theresa Rapual, la suora tutrice dei bambini orfani rapiti da Baro e Neige e crebbe insieme a Nozel Silva che divenne il suo rivale. Durante l'attacco dell'Occhio Magico della Notte Bianca alla Capitale Reale, sconfiggerà facilmente Rades, ma cadrà in una trappola, venendo trasportato altrove da una magia spazio temporale. Ricomparirà poco dopo in fin di vita e senza più un braccio; fortunatamente si salva, pur finendo in coma. Si risveglia durante l'attacco degli elfi alla capitale, usando la sua magia per creare un arto artificiale a base di fiamme, e in seguito acquisisce lo spirito del fuoco Salamandra. Successivamente partecipa all'invasione del Regno di Spade e alla battaglia contro Lucifero. È doppiato da Katsuyuki Konishi e da Riccardo D'Aquino nel film "Black Clover: la Spada dell' Imperatore Magico".

#### Leopold Vermillion
Leopold Vermillion (レオポルド・ヴァーミリオン?, Reoporudo Bāmirion) è il fratello minore di Fuegoleon e Mereoleona, e cugino di Mimosa da parte di padre, usa una magia del fuoco in grado di creare colpi devastanti e si proclama il rivale di Asta, nonostante questi inizialmente non si ricordi neanche il suo nome. È una persona sfacciata a cui piace agire senza pensare adeguatamente alle conseguenze delle sue azioni. Adotta l'ideologia dei suoi fratelli di giudicare le persone in base alla loro forza e personalità, piuttosto che dal loro status. Sebbene si senta inferiore in forza ai suoi fratelli, continua a lavorare sodo per creare una forza diversa dalla loro. Verrà promosso al grado Cavaliere Magico Intermedio di seconda classe poco prima dell'attacco dell'Occhio Magico della Notte Bianca alla capitale del regno. Combatte assieme ad Asta e Noelle contro Rades e poi con i membri dell'Occhio Magico della Notte Bianca. Partecipa in seguito all'esame di selezione dei Royal Knigths a fianco di Finral e Hamon Caesus. Dopo la battaglia con gli elfi e in seguito al patto di alleanza tra Clover e Heart, rimane per sei mesi ad allenarsi nel regno di Heart per prepararsi allo scontro con Spade. È doppiato da KENN.

#### Mereoleona Vermillion
Mereoleona Vermilion (メレオレオナ・ヴァーミリオン?, Mereoreona Vāmirion) è la sorella maggiore di Fuegoleon e Leopold. Prende il posto di Fuegoleon come comandante della squadra dopo il ferimento di quest'ultimo. Donna selvaggia e aggressiva, non si fa scrupoli a usare la violenza sui membri della sua stessa squadra o sui suoi familiari. Nonostante il suo atteggiamento ostile e il temperamento irascibile, Mereoleona è un abile leader, e mostra una profonda capacità di motivare gli altri, anche quelli che ha appena incontrato. Rispetta chiunque sia disposto a diventare forte e non giudica gli altri in base alla loro educazione o discendenza. Guida i Royal Knights in un attacco contro l'Occhio Magico della Notte Bianca, sperando di vendicare suo fratello. Durante l'attacco, ha la meglio su Raia ma rischia la vita contro cinque elfi e viene salvata da Asta e Zora. Successivamente assiste nella battaglia del Regno di Spade aiutando la resistenza del Regno di Spade a combattere un antico demone. Partecipa anche alla battaglia contro Lucifero. Quando Lucius invade il regno, combatte contro Morris. Dotata di grande abilità nel corpo a corpo, usa una particolare forma di magia del fuoco in grado di bruciare gli altri incantesimi. È doppiata da Junko Minagawa in originale e da Valentina Stredini in italiano nel film Black Clover: La spada dell'imperatore magico.

### Aquila Argentata
L'Aquila Argentata (銀の鷲?, Gin no washi) è una delle compagnie più prestigiose del Regno di Clover, gestita dalla famiglia Silva e capitanata attualmente da Nozel Silva.

#### Nozel Silva
Nozel Silva (ノゼル・シルヴァ?, Nozeru Shiruba) è il comandante della squadra, è il figlio maggiore della casata Silva, fratello maggiore di Noelle, Solid e Nebula e cugino di Mimosa. Utilizza una magia basata sul mercurio, che manipola nel suo stato liquido. Come i suoi familiari, Nozel è un uomo arrogante che si crede superiore agli altri. Sebbene guardi dall'alto in basso i popolani, prende molto sul serio la sua posizione di Cavaliere Magico. Mostra raramente le sue emozioni, ma può essere sorprendentemente bellicoso quando infastidito. Non è apertamente affettuoso con nessuno dei suoi fratelli, ma mostra un particolare disprezzo per Noelle e la incolpa per la morte della loro madre. Da bambino crebbe assieme a Fuegoleon e svilupparono una forte rivalità. In realtà, Nozel è una delle poche persone che sanno che sua madre Acier è stata uccisa dalla maledizione di Megicula, mentre è stata infettata da una maledizione secondaria che lo avrebbe ucciso qualora avesse menzionato Megicula a chiunque. Questo lo ha portato a nascondere la verità ai suoi fratelli mentre si comportava con risentimento nei confronti di Noelle per impedirle di diventare un Cavaliere Magico e di essere soggetta a tutte le forme di pericolo a causa della sua incapacità di controllare la sua magia. Accompagna Charlotte e Jack per aiutare il Toro Nero a respingere i Third Eye. Successivamente partecipa all'incursione del nascondiglio dell'Occhio magico, e riconsidera la sua decisione assistendo ai progressi di Noelle durante la battaglia con gli elfi, riconciliandosi con sua sorella. Sconfigge Patry nella sua forma di Elfo Oscuro e aiuta Asta e Yuno a riportarlo alla normalità. Successivamente partecipa all'invasione del Regno di Spade e aiuta Noelle a sconfiggere Megicula e vendicare la madre. Successivamente assiste nella battaglia contro Lucifero. Quando Lucius invade il regno, lui e la sua famiglia sono costretti a combattere contro la loro madre. È doppiato da Kōsuke Toriumi e da Stefano Annunziato, in italiano, film "Black Clover: la Spada dell' Imperatore Magico"

#### Nebra Silva
Nebra Silva (ネブラ·シルヴァ?, Nebura Shiruba) è la sorella maggiore di Solido e Noelle, secondogenita della famiglia Silva, usa una magia legata alla nebbia. Ha una personalità sgradevole e piena di sé. È pronta a giudicare e ridere degli altri e si diverte a usare le sue abilità magiche per giocare con i suoi nemici. Guarda in basso le altre persone e ricava piacere dallo sminuire coloro che trova indegni. Come Solid e Nozel, mostra un palese disprezzo per la sorella minore, Noelle, e ha preso parte al tentativo di umiliarla durante la cerimonia di premiazione, durante la quale viene promossa al grado Cavaliere Magico Superiore di quinta classe. Durante la battaglia contro gli elfi, lei e Solid sono impotenti contro il nemico prima che arrivino Nozel e Noelle. Durante la battaglia nel Regno di Spade, rimane indietro per difendere il regno da un antico demone. Quando Lucius invade il regno, lei e la sua famiglia sono costrette a combattere contro la loro madre. È doppiata da Yurika Aizawa.

#### Solid Silva
Solid Silva (ソリド・シルヴァ?, Sorido Shiruba) è il terzogenito della famiglia Silva, fratello di Nozel, Nebula e Noelle. Solido è un uomo con una natura sadica, che trova piacere nell'insultare le persone che giudica inferiori. Questo non è limitato alle persone di basso rango, ma anche al proprio sangue. Non esita nemmeno a umiliare la sua sorellina in pubblico. Usa la magia dell'acqua. Viene promosso al grado di Cavaliere Magico Intermedio di terza classe poco prima dell'attacco dell'Occhio Magico della Notte Bianca alla capitale del regno, battaglia a cui partecipa attivamente. A causa di ciò, Noelle inizialmente aveva paura di lui, ma alla fine riuscì a ottenere la sua vendetta sconfiggendolo facilmente uno contro uno durante l'esame di selezione dei Royal Knigths. Durante la battaglia contro gli elfi, lui e sua sorella sono impotenti contro il nemico prima che Nozel e Noelle arrivino, pur rimanendo scioccati nel vedere i progressi di Noelle. Durante la battaglia del Regno di Spade, rimane indietro per difendere il regno da un antico demone. Quando Lucius invade il regno, lui e la sua famiglia sono costretti a combattere contro la loro madre. È doppiato da Shouma Yamamoto.

#### Acier Silva
Acier Silva (アシエ・シルヴァ?, Ashie Shiruva) è l'ex comandante dell'Aquila Argentata e madre di Noelle e dei suoi fratelli. Utilizzava una magia dell'acciaio, e il suo aspetto fisico ricordava molto quello di Noelle. Era una maga estremamente potente, tanto che Mereoleona afferma di non essere mai riuscita a sconfiggerla, nonostante la magia d'acciaio di Acier abbia uno svantaggio elementale rispetto alla magia del fuoco di Mereoleona. Dopo aver dato alla luce Noelle, Acier muore a causa della maledizione di Megicula. Dopo la battaglia del Regno di Spade, Nozel e Noelle liberano l'anima di Acier sconfiggendo Megicula, e questa esprime gratitudine verso i suoi figli per essere diventati così forti. Anni dopo la sua morte, viene rianimata da Lucius e trasformata in una dei suoi Paladini, e affronta i suoi figli in battaglia. È doppiata da Kana Yūki.

### Rosa Blu
La Rosa Blu (青い の 薔薇?,  Aoi no bara) è una delle squadre di cavalieri magici del Regno di Clover, capitanata da Charlotte Roselay. La maggior parte dei suoi membri sono di sesso femminile, mentre gli uomini rivestono un ruolo minore. 

#### Charlotte Roselay
Charlotte Roselay (シャルロット・ローズレイ?, Sharurotto Rōzurei) è la comandante della Rosa Blu. Fiera e altezzosa, è innamorata di Yami, nonostante tenda a nascondere questo lato di sé, e utilizza una magia basata sulle spine o, più in generale, sulle rose (le quali rimaserò blu anche dopo che la maledizione si spezzò). Nata in una famiglia nobile, venne maledetta in modo che al compimento dei diciotto anni la sua magia diventasse incontrollabile e rinchiudesse lei e tutta la sua famiglia in una gabbia temporale. Fu tuttavia salvata da Yami, che in questo modo ruppe la maledizione. Prima dell'esame di ammissione fermò un'invasione straniera assieme a Julius Novachrono. Finisce per essere posseduta dallo spirito dell'elfa Charla (シ ャ ル ラ?, Sharura) quando Patry rianima gli elfi, e in seguito attacca Yami, prima che entrino in una tregua per combattere Zagred. Dopo essere tornata alla normalità, ammette davanti alla sua squadra i suoi sentimenti per Yami. Successivamente si reca nel Regno di Heartper allenarsi per sei mesi e partecipa all'invasione del Regno di Spadem combattendo contro Vanica e Magicula con Rill. Successivamente assiste nella battaglia contro Lucifero. Quando Yami rimane in fin di vita, confessa i suoi sentimenti per lui solo per scoprire che Yami non l'ha sentita e si imbarazza.
È doppiata da Yū Kobayashi.

#### Sol Marron
Sol Marron (ソル マロン?, Soru Maron) è una maga della Rosa Blu che viene promossa a Cavaliere Magico Intermedio di terza classe poco prima dell'attacco dell'Occhio Magico della Notte Bianca alla capitale reale, partecipando poi alla battaglia. Si uni ai Cavalieri Magici dopo che Charlotte la salvo da bambina, e da allora sviluppo una forte ammirazione per lei. Chiama continuamente il suo comandante "sorella" e come lei detesta profondamente gli uomini, ritenendoli esseri completamente inutili. Utilizza una potente magia legata alla terra, grazie alla quale può creare enormi golem o grandi mura. Partecipa in seguito all'esame di selezione dei Royal Knigths a fianco di Magna e Kirsch. Inizialmente è ostile a Yami fino a quando non è stata costretta a permettergli di affrontare lo spirito dell'elfo che possiede Charlotte e da allora è stata tollerante nei suoi confronti. Durante la battaglia del Regno di Spade, rimane indietro per difendere il regno da un antico demone. È doppiata da Haruna Kakiage.

#### Puli Angel
Puli Angel (プ ー リ · エ ン ジ ェ ル?, Pūri Enjeru) è una maga della Rosa Blu di rango Cavaliere Magico Superiore di quarta classe. È una donna grassoccia dal carattere energico e socievole, sempre disposta a lavorare con gli altri. Partecipa all'esame di selezione dei Royal Knigths a fianco di Luck e Klaus. Viene poi posseduta dallo spirito di un elfo in seguito al rituale di Patry, ma tornerà alla normalità alla fine della battaglia. Utilizza una magia legata alle ali, e utilizza questa magia per creare un paio d'ali attraverso le quali lancia gli incantesimi. È doppiata da Wakana Kowaka.

### Mantide Religiosa Verde
La Mantide Religiosa Verde (グリーン の カマキリ?, Gurīn no kamakiri) sono una squadra magica del Regno di Clover, comandata da Jack The Ripper. I membri della squadra sono tutti di origine popolana.

#### Jack The Ripper
Jack The Ripper (ジャック・ザ・リッパー?, Jakku Za Rippā) è il comandante della Mantide Religiosa Verde e utilizza la magia del Taglio. Sul lato sinistro della sua faccia, ha una cicatrice rossa sottile che gli scorre dalla fronte fino al mento e passa sopra l'occhio sinistro e il lato sinistro della bocca. Sadico e amante del combattimento, ha un'accesa rivalità con Yami. In seguito affianca Yami durante gli scontri contro gli elfi. Successivamente partecipa all'invasione del Regno di Spade e combatte Dante con Nacht. Viene quasi ucciso finché non viene salvato da Magna e Zora. Dopo che Magna ha sconfitto Dante, Jack elimina quest'ultimo per rispetto nei confronti di Magna, e partecipa poi alla battaglia contro Lucifero. Quando Lucius invade il Regno di Clover, viene mortalmente ferito da Morgen, ma non prima di aver sferrato un ultimo attacco. In battaglia usa la sua magia per creare gigantesche lame sulle braccia che gli danno l'aspetto di una mantide. Le lame inoltre possono adattarsi alla magia affrontata, rendendo Jack in grado di tagliare qualsiasi cosa. È doppiato da Daisuke Namikawa.

#### Sekke Bronzazza
Sekke Bronzazza (セッケ・ブロンザッザ?, Sekke Buronzazza) è un giovane mago superbo e sicuro di sé, combatte contro Asta durante l'esame di ammissione e viene sconfitto in un sol colpo. Utilizza la magia di bronzo. In seguito alla sua sconfitta diventa un membro della Mantide Religiosa Verde. Compare numerose volte nella trama, venendo ogni volta messo in ridicolo da Asta o da altri membri del Toro Nero. Il personaggio viene spesso soprannominato "Fu Ah" in quanto questo è il verso che utilizza mentre parla. Dopo aver "salvato" Augustus da un cavaliere magico posseduto, da quel momento divenne il suo assistente personale, con sua grande riluttanza poiché stava semplicemente scappando dal caos che gli elfi avevano causato nel regno. Successivamente viene incaricato dal re di assistere i capitani nell'invasione del Regno di Spade, e partecipa alla battaglia contro Lucius, essendo stato ispirato da Asta durante la battaglia di Spade. È doppiato da Ryōta Ōsaka.

#### En Ringard
En Ringard (エ ン · リ ン ガ ー ド?, En Ringādo) è un membro della Mantide Religiosa Verde di rango Cavaliere Magico Superiore di quarta classe. Ha un aspetto malaticcio e debole, ma all'occorrenza sa rivelarsi aggressivo e energico. Partecipa all'esame di selezione dei Royal Knigths a fianco di Yuno e Noelle. Utilizza una magia basata sui funghi, grazie alla quale può generare dei funghi con varie funzioni e abilità. È doppiato da Satoshi Hino.

### Orca Viola
L'Orca Viola (紫色 の 鯱?, Murasakiiro no Shachi) è una delle squadre magiche del Regno di Clover, inizialmente comandata da Gueldre Poizot.

#### Gueldre Poizot
Gueldre Poizot (ゲルドル・ポイゾット?, Gerudoru Poizotto) è il comandante dell'Orca Viola. Ossessionato dai soldi e dal rango sociale, utilizza una magia di infiltrazione, che gli permette di diventare invisibile, cancellare la sua presenza e passare attraverso tutti gli altri tipi di magia. Dopo essere diventato un Cavaliere Magico, ha usato la sua magia per fare affari e raccogliere informazioni e potere, aprendosi la strada verso il rango di comandante. Viene catturato da Asta e Rill perché sospettato di essere in combutta con l'Occhio Magico della Notte Bianca. Durante l'attacco degli elfi alla capitale, fugge di prigione stringendo alleanza con il suo ex sottoposto Lebuty, e i due si recano in seguito al palazzo reale oscuro. Dopo la fine della battaglia, i due, insieme ai restanti membri dell'occhio magico, vengono posti ai lavori forzati. È doppiato da Tomokazu Sugita.

#### Kaiser Granvorka
Kaizer Granvorka (カイゼル・グランボルカ?, Kaizeru Guranboruka) è il nuovo comandante dell'Orca Viola in seguito all'arresto di Gueldre. Kaiser è un uomo di mezza età con capelli pettinati a forma d'ali e un paio di folti baffi. Ha dimostrato di essere umile, infatti secondo Fuegoleon, ha assunto il ruolo di comandante per il bene dei suoi compagni, anche se non gli piaceva distinguersi. Viene considerato come lo scudo definitivo del regno, grazie alla sua padronanza della magia del vortice, grazie alla quale può creare vortici magici che dissipano la magia degli altri. Viene in seguito posseduto dallo spirito di un elfo della Cerchia di Sefirah in seguito al rituale di Patry, e combatte contro Fuegoleon nel palazzo reale oscuro. Come gli altri posseduti, tornerà alla normalità alla fine della battaglia. Durante la battaglia del Regno di Spade, rimane indietro per difendere il regno da un antico demone. È doppiato da Kenichirō Matsuda.

#### Lebuty
Lebuty (レブチ ?, Rebuchi): primo nemico della serie. Tenta di rubare il grimorio di Yuno, ma interviene Asta e lo sconfigge. Utilizza una magia delle catene, con cui è facilmente capace di immobilizzare e bloccare l'abilità di usare la magia altrui, e in passato faceva parte dell'ordine dell'Orca Viola dei Cavalieri Magici, prima di diventare un predone. Quando gli elfi iniziano il loro assalto alla capitale, fugge di prigione, e tenta di vendicarsi di Gueldre, anche lui evaso, prima che i due si rendano conto che entrambi odiano Asta per aver rovinato i loro piani e finiscono per lavorare insieme per respingere gli attacchi degli elfi. Successivamente i due si recano al palazzo reale oscuro, e vengono poi messi ai lavori forzati insieme ai restanti membri dell'occhio magico. È doppiato da Yūto Suzuki.

#### Xerx Lugner
Xerx Lugner (ザ ク ス · リ ュ?, Zakusu Ryūgunā) è il vice comandante dell'Orca Viola. Pur essendo considerato da molti un uomo virtuoso, è in realtà un Cavaliere Magico corrotto che si mostra abusivo nei confronti dei cittadini comuni. Mentre di solito stanziato al confine del regno, ritorna nella capitale per prendere parte all'esame di selezione del Royal Knight, prima di essere brutalmente picchiato da Zora per il trattamento riservato a una donna anziana. Viene poi posseduto dallo spirito di un elfo in seguito al rituale di Patry, venendo successivamente sconfitto e purificato da Asta. Utilizza una magia basata sul ghiaccio. È doppiato da Wataru Tsuyuzaki.

### Pavone di Corallo
Il Pavone di Corallo (珊瑚 の 孔雀?, Sango no kujaku) è una delle compagnie magiche del Regno di Clover, comandata da Dorothy Unsworth.

#### Dorothy Unsworth
Dorothy Unsworth (ドロ市 案沿いっと?, Doroshi Anzuwāsu) è la comandante del Pavone di Corallo. È una giovane donna di bassa statura e indossa un largo cappello, simile a quello indossato dalle streghe, infatti è originaria della Foresta delle Streghe. Viene sempre vista dormire, anche nel mezzo di una battaglia. Tuttavia, sembra a conoscenza di ciò che la circonda mentre dorme. Quando è sveglia, mostra un carattere molto vivace. La sua magia le consente di mandare i suoi avversari in una dimensione onirica che può manipolare liberamente. Tuttavia, non può controllare le cose generate dalle sue creazioni, come le reazioni chimiche, e non può manipolare la magia degli altri. Più tardi Dorothy finisce per essere posseduta dall'elfa Reve (レ ー ヴ?, Rēvu), una della Cerchia di Sefirah, che usa i poteri del suo ospite per inviare alcuni membri del Toro Nero e Sally nella dimensione dei sogni. Ma gli avversari ingannano Reve inducendola a sognare la vera Dorothy, che impegna Reve in una battaglia metafisica che distrugge la dimensione del sogno, mentre l'elfa viene sconfitta nel mondo reale da Luck e Magna. Dopo essere tornata alla normalità, rivela a Noelle la vera causa della morte di sua madre. Successivamente partecipa all'invasione del Regno di Spade e combatte contro Morris fino all'intervento del Toro Nero. Successivamente assiste nella battaglia contro Lucifero. Successivamente aiuta il Toro Nero e la Regina delle Streghe a creare un rituale di evocazione che riporterà Asta nel Regno di Clover. È doppiata da Mariya Ise

#### Kirsch Vermillion
Kirsch Vermillion (キルシュ・ヴァーミリオン?, Kirushu Bāmirion) è il vice comandante del Pavone di Corallo e fratello maggiore di Mimosa. Ricopre il rango di Cavaliere Magico Superiore di prima classe. È molto vanitoso, e reputa la bellezza sopra qualsiasi cosa, promuovendo il suo aspetto fisico in ogni occasione. Nonostante il suo comportamento megalomane e suoi modi eccentrici, è un leader molto capace, dato che svolge la maggior parte del lavoro che la comandante della compagnia tralascia, e in battaglia mostra una mente fine e strategica. Come molti altri nobili, inizialmente disprezza i plebei, ma dopo essere stato sconfitto da Asta durante l'esame di selezione dei Royal Knigths, cambia visione. Utilizza una magia basata sui petali di ciliegio. È doppiato da Daisuke Namikawa.

### Cervo Azzurro
Il  Cervo Azzurro (水色 の 幻?, Mizuiro no Genroku) è una delle compagnie magiche del Regno di Clover, comandata da Rill Boismortier. Alcuni anni prima dell'inizio della narrazione, la compagnia era guidata da Julius Novachrono e aveva il nome di  Cervo Grigio (鹿 灰色 の 幻 鹿?, Haiiro no Genroku). Vi militavano anche Yami e William, prima di essere promossi a comandanti.

#### Rill Boismortier
Rill Boismortier (リル ボワモルチ?, Riru Bowamoruchi) è il comandante del Cervo Azzurro, il più giovane dei nove. Utilizza una magia basata sui dipinti che gli permette di catturare Gueldre quando si scopre essere un traditore. Grazie a questa magia può rendere reale ciò che dipinge, e ciò gli permette di usare magie di elementi diversi. A causa della sua giovane età, ha un carattere molto allegro e socievole e tende a simpatizzare con le persone vicine alla sua età, come Asta. Per via della sua magia inoltre, ama molto dipingere, al punto di sottrarsi ai suoi doveri. Partecipa all'esame di selezione dei Royal Knigths, dove dimostra la sua forza arrivando in finale contro Yuno. Quando Patry attua il rituale per rianimare la razza degli elfi, viene posseduto dall'elfo Rila (リ ラ?,  Rira) della Cerchia di Sefirah. Abituandosi al suo nuovo corpo e ai suoi poteri, Rila accompagna Patry al palazzo reale oscuro, dove tiene a bada Asta e Mimosa, e successivamente Charmy. Dopo essere tornato alla normalità, in seguito al patto di alleanza tra Clover e Heart, rimane per sei mesi ad allenarsi nel regno di Heart per prepararsi allo scontro con Spade. Sviluppa anche una cotta per la forma adulta di Charmy. Successivamente partecipa all'invasione del Regno di Spade e combatte Vanica e Magicula con Charlotte, e successivamente assiste nella battaglia contro Lucifero. È doppiato da Natsuki Hanae in originale e da Danny Francucci in italiano nel film Black Clover: La spada dell'imperatore magico.

#### Fragil Tormenta
Fragil Tormenta (タ フ ラ ギ ト · ト ル タ タ?, Furagiru Torumenta) è una maga del Cervo Azzurro che ricopre il grado di Cavaliere Magico Intermedio di terza classe. È una giovane donna dal carattere gentile, che si preoccupa per gli altri. Partecipa all'esame di selezione dei Royal Knigths a fianco di Langris e Sekke. Viene in seguito posseduta dallo spirito di un elfo in seguito al rituale di Patry. Come gli altri posseduti, tornerà alla normalità alla fine della battaglia. Utilizza una magia legata alla neve. È doppiata da Aya Uchida.

#### Morgen Faust
Morgen Faust (モルゲン・ファウスト?, Morugen Fausuto) era il fratello gemello di Nacht, dal carattere gentile in contrasto con l'egoismo di Nacht, ed utilizzava la magia della luce. Si uni al Cervo Grigio e fece amicizia con Yami, ma non riuscì a convincere Nacht ad unirsi a lui. Morgen era a conoscenza dell'associazione della sua famiglia con i demoni, ma non interviene fino a quando Nacht non tentò di stringere un contratto con un demone supremo. Distrusse l'artefatto che collegava Nacht al diavolo e, prima di morire, rivelò a suo fratello che voleva semplicemente che potessero proteggere le persone insieme, indipendentemente dalle loro differenze. Anni dopo la sua morte, Morgen viene riportato in vita da Lucius come suo paladino e reso l'ospite del diavolo supremo Lucifugus, e fronteggia Yami, Jack e Charlotte.

### Altri

#### Julius Novachrono
Julius Novachrono (ユリウス・ノヴァクロノ?, Yuriusu Nobakurono) è l'attuale Imperatore Magico, utilizzatore di magie legate al tempo. Appassionato e incuriosito da qualsiasi tipo di magia e di grimorio, diserta spesso il suo ruolo per cacciare magie rare e studiarle. Ha giocato un ruolo fondamentale nel reclutamento di William e Yami, e si dimostra particolarmente interessato alla crescita di Asta e Yuno. Percepisce fin da subito che Asta possiede delle potenzialità fuori dall'ordinario, mentre gli altri cavalieri magici non sembrano essersi accorti della sua reale forza. Successivamente viene ucciso da Patry nel tentativo di impossessarsi delle ultime due pietre magiche in suo possesso. Dopo la conclusione della battaglia con gli elfi, riappare davanti a Yami e William, rivelandogli di essere tornato in vita grazie a un antico strumento magico che aveva conservato per tredici anni. Il processo tuttavia lo ha rianimato sotto forma di un tredicenne con poteri ridotti, rendendolo incapace di svolgere le sue funzioni. Nonostante questo, continua a lavorare per supportare i Cavalieri Magici, mantenendo la sua età segreta al popolo. Dopo la battaglia di Clover e Heart contro la Triade Oscura, Julius si rivela essere l'altra anima presente nel corpo di Lucius Zogratis (ルシウス・ゾグラティス?, Rushiusu Zoguratisu), il fratello maggiore della Triade Oscura, il quale ha stretto un patto con il diavolo della magia del tempo Astraroth e si è infiltrato nel Regno di Clover. Dopo essere emerso, Lucius si ristabilisce come l'anima dominante, facendo addormentare l'anima di Julius per il momento, non avendo più bisogno di lui. È doppiato da Toshiyuki Morikawa in originale e da Mirko Mazzanti in italiano nel film Black Clover: La spada dell'imperatore magico.

#### Marcus Francois
Marcus Francois (マルクス・フランソワ?, Marukusu Furansowa) è l'assistente personale dell'Imperatore Magico, a cui è estremamente devoto. Serio e laborioso, è spesso frustrato dall’interesse di Julius per le magie rare, dato che spesso lo portano a disertare dal suo dovere. Viene in seguito posseduto dallo spirito di un elfo in seguito al rituale di Patry. Come gli altri posseduti, tornerà alla normalità alla fine della battaglia. Utilizza una magia di comunicazione, grazie alla quale può anche leggere nelle memorie altrui. È doppiato da Yoshitaka Yamaya.

#### Owen
Owen (オーヴェン?, Ōven) è un guaritore appartenente all'armata dei Cavalieri Magici, alle dirette dipendenze dell'imperatore magico. Owen è il miglior guaritore del regno, e in passato ha persino riattaccato le braccia mozzate di Yami. Dopo il combattimento al Tempio Sottomarino, esamina le braccia di Asta, definendo la ferita inferta come impossibile da guarire. Utilizza una magia basata sull'acqua. Dopo che Patry completa il rituale di reincarnazione, finisce per essere posseduto dallo spirito di un elfo, e la sua magia viene invertita diventando capace distruggere piuttosto che guarire. Come gli altri posseduti, tornerà alla normalità alla fine della battaglia. È doppiato da Eiichiro Tokumoto.

#### Lumiere Silvamillion Clover
Lumiere Silvamillion Clover (ルミエル・シルヴァミリオン・クローバ?, Rumieru Shirubamirion Kurōbā) è il primo Imperatore Magico del Regno di Clover, vissuto cinquecento anni prima dell'inizio della storia, possedeva un grimorio con sopra impresso un quadrifoglio e utilizzava la magia della luce. Di famiglia reale, strinse amicizia con Licht e gli Elfi, esprimendo il desiderio che i loro popoli coesistessero in pace. Il giorno del matrimonio di Licht con sua sorella Tetia, fu tenuto prigioniero da Zagred, così da poter sfruttare gli altri reali per massacrare gli elfi e costringere Licht a diventare un Elfo Oscuro per poter fungere da ospite. Ma Licht si trasforma in un mostro senza mente per sventare il piano del demone, e Lumiere fu costretto a fermare il suo amico. In seguito si fece pietrificare da Secre in modo da poter essere rianimato in caso del ritorno del demone. Una volta sconfitto Zagred e permesso alle anime degli elfi di riposare in pace, Lumiere si unisce a loro nell'aldilà in quanto la magia che lo ha tenuto in vita si sta esaurendo, felice che i suoi ideali vivano nella nuova generazione. È doppiato da Syu Hikari.

## Occhio Magico della Notte Bianca
L'Occhio Magica della Notte Bianca (白夜の魔眼?, Byakuya no Magan) è un'organizzazione terroristica che costituisce il principale antagonista della prima parte della storia. Il suo obbiettivo è distruggere il Regno di Clover e creare un paese nuovo al suo posto. In verità, i membri più forti sono umani posseduti dalle anime dei membri della  Tribù degli Elfi (エ ル フ 族?, Erufu-zoku), una tribù che abitava ai confini del Regno dei Clover. Gli Elfi furono vittime di un complotto ordito da un demone chiamato Zagred che sfruttò l'invidia degli antichi reali del Regno di Clover per massacrarli e rubare il loro mana così da poter possedere il loro capo Licht. Sebbene Licht e Lumiere fossero riusciti a ostacolare il tentativo del demone, l'essere ha usato il suo potere per manipolare le anime degli elfi in modo che si incarnassero cinque secoli dopo in ospiti umani. Solo Patry finì per essere reincarnato completamente, e decise così di creare l'organizzazione per raccogliere le pietre magiche da inserire all'interno di una stele per invocare un rituale e resuscitare la sua gente, trasformando i loro corpi reincarnati nelle loro vere forme e vendicarsi così del Regno di Clover. I membri umani che formano la maggioranza del gruppo sono stati ingannati da Patry per aderire all'organizzazione, facendogli credere che le pietre magiche servano in realtà a risvegliare in loro un grande potere magico, e ignorando di essere stati etichettati come offerte sacrificali per attivare il rituale. Gli elfi sono capeggiati dalla Cerchia di Sefirah, dieci elfi che hanno la capacità di aprire il Palazzo Reale Oscuro, lo spazio magico tra il regno dei vivi e il regno dei morti. Una volta sconfitto il demone, Asta, William e Licth riescono a calmare ed esorcizzare le anime degli elfi in modo che possano riposare in pace.

### Patry
Patry (パトリ?, Patori): capo dell'organizzazione e uno della Cerchia di Sefirah. Molto legato a Licth fin dall'infanzia, non condivideva però la sua fiducia per gli umani. In seguito all'incantesimo del demone, si reincarnò nel corpo di William e sviluppò un'amicizia simbiotica con l'umano, e allo stesso tempo usò la somiglianza di questi con Licht per assumere l'identità dell'amico, e creò il gruppo per rianimare i suoi compagni elfi reincarnati. Non potendo usare il grimorio di William, ha acquisito un grimorio con quattro petali sopra come quello di Yuno per incanalare la sua magia di luce, che può usare sia per attaccare sia per guarirsi. Si preoccupa profondamente per i suoi subordinati, infuriandosi se uno di loro viene ferito, ma in realtà odia ferocemente gli umani, compresi i suoi subordinati che protegge solo per suoi piani. Esprime un forte odio nei confronti di Asta in quanto possiede il grimorio e le armi di Licht. Alla fine, Patry rivela la sua vera identità quando prende il controllo completo sul corpo di William e uccide Julius per prendere le ultime pietre magiche necessarie per attivare le sefirot, sacrificando i suoi alleati umani per far rivivere pienamente i suoi compagni. Guida poi le sue forze nel regno per acquisire l'ultima pietra custodita da Yuno e cementare gli elfi nel loro corpo reincarnati, ma presto apprende di essere stato usato dal demone che ha orchestrato il genocidio del suo popolo; tale rivelazione lo trasforma in un Elfo Oscuro, mentre il demone prende il suo grimorio. In questo stato, affronta Asta e Yuno, prima di essere sconfitto da Nozel e riportato alla normalità da Asta. Stringe quindi alleanza con i cavalieri magici allo scopo di fermare il demone. Finita la battaglia, Asta lo esorcizza in modo che William possa aiutare Licht e Asta a esorcizzare le anime degli elfi. Ma Rades usa la sua magia per legare l'anima di Patry al corpo artificiale di Licth, e questi decide di usare questa opportunità per redimersi dalle sue azioni. È doppiato da Takahiro Sakurai (da adulto) e da Shouko Yuzuki (da ragazzo).

### Third Eye
I Third Eye (三魔眼?, Sādoai) sono un gruppo composto dai tre membri più forti dell'organizzazione, superiori in forza anche a Patry. Come quest' ultimo, sono degli elfi reincarnati in corpi di umani, facenti parte della Cerchia di Sefirah. Stando a quanto dice Patry, mentre le foglie dell'insegna del Regno di Clover rappresentano la fede, la speranza e l'amore, i membri del Third Eye rappresentano i tratti opposti, ovvero la slealtà, la disperazione e l'odio. In seguito alla sconfitta di Zagred, i Third Eye rimangono tra i vivi poiché i corpi che stavano usando all'epoca erano originariamente senz'anima, e decidono di trascorrere il loro tempo rimanente in vita espiando le loro azioni.
- Raia (ライア?, Raia): membro e mago dell'Occhio Magico della Notte Bianca. Ha una personalità rilassata ed è piuttosto pigro. Apparentemente il più calmo del gruppo, si preoccupa profondamente per i suoi compagni. È anche un donnaiolo, che spesso chiede alle belle donne di bere qualcosa con lui. Ha anche un interesse per i grimori degli altri. Utilizza la magia di imitazione, grazie alla quale può copiare le magie altrui, a patto che riesca a toccare i loro grimori. I suoi incantesimi copiati sono in grado di eguagliare quelli dei proprietari originali. Essendo in grado di percepire tutte le forme di inganno, ha capito fin da subito che dietro lo sterminio degli elfi c'era molto di più di quanto traspariva, ma ha comunque seguito il piano di Patry per ripristinare la loro gente. Combatte contro Yami e Charlotte durante il rapimento dei bambini. Durante l'attacco dei Royal Knigths alla base dell'Occhio magico, tenta di infiltrarsi nella squadra di Mereoleona assumendo le sembianze di Asta, ma finisce per essere sopraffatto da Mereoleona quando il suo stratagemma viene esposto. Dopo essere diventato un elfo completo una volta che Patry compie il rituale, si ricongiunge ai suoi due compagni per incontrarsi con gli altri elfi e completare l'incantesimo. È solo affrontando Yuno che si rende conto che la figura che lui e Patry presumevano fosse il loro compagno Ronne è in realtà il demone che ha orchestrato il massacro del loro popolo, venendo subito ferito da lui. È doppiato da Hirofumi Arai (dall'episodio 35 al 39) e da Masakazu Morita (dall'episodio 87 in poi).
- Vetto (ヴェット?): membro dell'Occhio Magico della Notte Bianca. È un uomo spietato e sanguinario, che adora combattere e instillare la disperazione nei suoi avversari. Utilizza la magia ferina, grazie alla quale può potenziare il suo fisico e creare un'aura in grado di prendere la forma di vari animali. Dopo aver aperto il suo terzo occhio, Vetto può usare una sinistra forma di magia che aumenta le sue capacità. L'uso di questa magia gli permette di guarire se stesso fino a livelli impossibili, come rigenerare un braccio, qualcosa che persino la più avanzata magia di guarigione non può fare. Inoltre gli concede l'accesso a incantesimi molto più potenti. Appare per la prima volta durante il rapimento dei bambini dove difende Patry assieme ai suoi compagni e combatte con Jack The Ripper. In seguito irrompe nel tempio sommerso dove sbaraglia i sacerdoti e i membri del Toro Nero, ma è infine sconfitto da Asta e ucciso da Yami. Riesce tuttavia a maledire il ragazzo, di modo che le ossa fratturate delle sue braccia non siano più in grado di guarire. Una volta che gli elfi si sono reincarnati, l'anima di Vetto si reincarna in un corpo artificiale più giovane sviluppato da Sally, e accompagna Patry al palazzo reale oscuro dove tiene a bada Mereoleona. È doppiato da Masaya Takatsuka.
- Fana (ファナ?): è una maga dell'Occhio Magico della Notte Bianca. Utilizza la magia del fuoco, e inizialmente è in possesso di uno dei quattro spiriti elementari, la Salamandra. Inizialmente possiede il corpo di una ragazza chiamata anch'essa Fana, una cittadina del regno di Diamond e amica d'infanzia di Mars, da cui verrà uccisa su sua richiesta perché lui ha la più alta probabilità di sopravvivere all'addestramento al quale erano sottoposti. All'insaputa di Mars però, Fana riesce a salvarsi grazie alla sua magia curativa. I suoi superiori continuano a sottoporla a vari esperimenti (che come Mars la rendono in grado di usare due attributi magici, il fuoco e il cristallo) fino a quando non l'abbandonano. Qualche tempo dopo viene trovata da Patry, che inserisce nel suo corpo l'anima appartenente all'elfa Fana. Ma la Fana umana alla fine si manifesta durante lo scontro con Asta e Mars nella Foresta delle Streghe in cui Mars riesce a purificare lo spirito dell'elfa che aveva tentato di autodistruggersi quando Fana aveva iniziato a riprendersi il suo corpo. Mentre la Fana umana dopo la fine della battaglia va a vivere con Fanzel e Domina, l'anima dell'elfa Fana si reincarna in seguito un corpo artificiale più giovane sviluppato da Sally, e accompagna Patry al palazzo reale oscuro dove trattiene Noelle e Jack The Ripper. Sono entrambe doppiate da M.A.O.

### Altri membri

#### Heath Grice
Heath Grice (ヒース・グライス?, Hīsu Guraisu) è un mago ossessionato dal tempo che utilizza la magia del ghiaccio. Insieme ai suoi sottoposti, invade il villaggio di Sosshi in cerca della pietra magica qui custodita, e viene sconfitto da Asta, Noelle e Magna. Prima che possa essere interrogato, si suicida congelandosi e riducendosi in frantumi. Anni dopo la sua morte, viene riportato in vita da Lucius, alterandone l'anima per servirlo come suo paladino. Successivamente viene ucciso dai Sette Ryuzenzen quando è stato inviato a invadere la Terra del Sole insieme a Sorella Lily e Yrul. È doppiato da Ryōtarō Okiayu.

#### Rades Spirito
Rades Spirito (ト ラ デ ス · ス ピ ト ト?, Radesu Supīrito) è uno necromante il cui grimorio contiene una sola magia che gli consente di controllare i cadaveri, emettendo il mana nei loro corpi. Può creare due tipi di zombie: semplici corpi che fungono da truppe, o cadaveri di maghi che possiedono tutte le capacità che avevano in vita. È un giovane con i capelli lunghi e con l'occhio sinistro coperto da una benda. In passato faceva parte della squadra Orca Viola dei Cavalieri Magici, ma fu cacciato e successivamente esiliato dal regno in quanto i suoi compagni temevano la sua magia. Appare per la prima volta durante l'attacco alla capitale del Regno del Clover, dove combatte contro Asta. In seguito si unirà all'assalto del rifugio del Toro Nero per acquisire la pietra magica prima di essere sacrificato da Patry in seguito al suo rituale. Ma all'ultimo momento sviluppa un nuovo incantesimo che gli permette di richiamare le anime nei corpi, tornando in vita pochi istanti dopo. Resuscita poi Sally e Valtos e finiscono per unire le forze con il Toro Nero, accettando a malincuore le condizioni di Asta per combattere Patry per riscattarsi piuttosto che per vendicarsi. In seguito alla battaglia contro gli elfi, Rades usa la sua magia per legare l'anima di Patry al corpo artificiale di Licht. Successivamente, i tre vengono messi ai lavori forzati insieme a Gueldre e Lebuty. È doppiato da Masayuki Akasaka.

#### Valtos
Valtos (ヴァルトス?, Barutosu) è il braccio destro di Patry, è un mago che utilizza una magia dello spazio e appare la prima volta durante l'attacco alla capitale di Clover. Utilizza la sua magia per teletrasportare istantaneamente individui o gruppi di persone. Può anche creare dei portali per attaccare da qualsiasi luogo. Combatte con Asta durante l'attacco alla capitale e durante il rapimento dei bambini. Successivamente si unisce all'assalto al rifugio del Toro Nero per acquisire la pietra magica prima di recuperare Patry, ma viene sacrificato in seguito al rituale di questi. Viene resuscitato da Rades insieme Sally, e unisce le forze con il Toro Nero per fermare Patry. Dopo la fine della battaglia, i tre vengono messi ai lavori forzati insieme a Gueldre e Lebuty. È doppiato da Daiki Hamano.

#### Sally
Sally (サリー?, Sarī) è una ragazzina sadica e appassionata di esperimenti che fa uso di una magia legata al gel. Possiede inoltre vari strumenti di magia oscura, che possono essere usati sia sugli umani sia sugli incantesimi, e che le consentono di migliorare le proprietà dei suoi incantesimi o di altri. Sviluppa un particolare interesse per Asta e la sua anti-magia. È lei a comandare Neige e Baro e sarà sempre lei a trasformare quest'ultimo in un mostro di fango. Dopo aver partecipato all'assalto al rifugio del Toro Nero per impossessarsi della pietra magica, finisce per essere sacrificata da Patry in seguito al suo rituale, ma viene resuscitata da Rades insieme a Valtos, unendo le forze con il Toro Nero per fermare Patry, anche se accetta solo dopo che Asta si è promesso come sua cavia, aiutando gli alleati durante la loro lotta contro Reve deducendo la natura della magia usata dall'elfa e usandola a loro vantaggio. Dopo la fine della battaglia, i tre vengono messi ai lavori forzati insieme a Gueldre e Lebuty. È doppiata da Minami Tsuda.

#### Catherine
Catherine (キャサリン?, Kyasarin) maga fuorilegge che ha l'aspetto di una vera e propria strega, sempre a cavallo della sua scopa. All'apparenza è una bellissima ragazza, ma nasconde il suo vero aspetto, quello di una strega vecchia e rattrappita. Utilizza la magia della cenere congiunta alla magia di maledizione per deteriorare gli avversari e indebolirli. Può anche assorbire il mana altrui. Appare con Rades durante l'attacco alla capitale del Regno di Clover e viene sconfitta da Yuno e Charmy, prima di essere catturata e interrogata. Finisce per essere sacrificata da Patry in seguito al suo rituale. È doppiata da Kimiko Jitsukawa.

#### Georg
Georg (ゲオルク?, Georuku) membro dell'organizzazione che usa magie legate al vento. Ha una grande cicatrice sul lato sinistro del volto. Appare per la prima volta durante l'attacco alla capitale del Regno di Clover. Viene in seguito sconfitto e catturato dall'imperatore magico, e successivamente interrogato insieme a Catherine. Finisce per essere sacrificato da Patry in seguito al suo rituale. È doppiato da Jun Miyamoto.

## Regno di Diamond
Il Regno di Diamond è il regno avversario di quello di Clover dove vivono i protagonisti. Anche questo ha una lunga tradizione di guerrieri magici, al cui vertice ci sono gli Otto Generali Scintillanti (八輝将?, Hakki-shō), i combattenti più forti del regno.

### Morris Libardit
Morris Libardit (モリス・リバルダート?, Morisu Ribarudāto) è uno studioso di magia che controlla il re del regno di Diamond, e che ha orchestrato numerosi esperimenti sui bambini orfani per rafforzare il potere dei maghi del regno, scartando coloro che non sono riusciti a soddisfare le sue aspettative. In seguito alla fallita invasione di Kiten, invia Mars e Radols nella Foresta delle Streghe per rapire la Regina delle Streghe, in modo da apprendere il segreto della sua longevità, ignorando l'intenzione di Mars di usare il sangue della Regina per controllare a sua volta il re e rimuoverlo così dal potere. Successivamente viene rivelato che Morris è stato esiliato da Diamond da Mars e di conseguenza ha stretto alleanza con la Triade Oscura di Spade. Utilizza una magia che gli permette di alterare la struttura degli oggetti fisici e magici. Con la sua magia amplificata dal potere di Lucifero, è in grado di influenzare concetti intangibili, come conoscenza e sogni, riuscendo a trapiantare in se stesso il vasto tesoro di conoscenze che Lolopechka ha ereditato dalle generazioni di principesse di Heart. Analizzando le informazioni ivi contenute, sviluppa un metodo per accelerare la crescita dell'Albero di Qliphoth. Tuttavia, Morris finisce per essere sconfitto dal Toro Nero, mentre Lucifero sacrifica la sua vita per aprire il secondo cancello del Qliphoth. Viene riportato in vita da Lucius, che lo rende uno dei suoi paladini e cura la sua cecità, ma al tempo stesso lo pone sotto il suo controllo. È doppiato da Masayuki Akasaka.

### Otto Generali Scintillanti

#### Mars
Mars (マルス?, Marusu) è un mago del Regno di Diamond, frutto di un esperimento fatto sui bambini per aumentare il loro potere magico con l'utilizzo di pietre, incastonate nei loro corpi. Appartiene alla nuova generazione degli Otto Generali Scintillanti. A causa di questi esperimenti può usare due forme di magia diverse, una legata ai cristalli e un'altra legata al fuoco. Crebbe assieme a Fana e fu costretto a ucciderla per sopravvivere. Combatte contro le squadre di Asta e di Yuno dentro al Dungeon e viene sconfitto definitivamente da Silph, la fatina evocata da Yuno. Verrà tuttavia salvato dal crollo della struttura su richiesta di Asta. Ricomparirà assieme a Ladros e ai membri dell'Occhio Magico della Notte Bianca alla Foresta delle Streghe, dove faranno un attacco congiunto. In questa circostanza si ribellerà ai suoi superiori e diventerà amico di Asta, che lo aiuterà a salvare Fana dall'influsso dei nemici. In seguito si congederà dai membri del Toro Nero promettendogli di cambiare il regno di Diamond, decidendo di usare un oggetto delle streghe per rendere il re un burattino per il suo obiettivo e rimuovere Morris dalla sua posizione di potere. È doppiato da Yuichiro Umehara.

#### Ladros
Ladros (ラドロス?,  Radorosu) è un guerriero magico e ufficiale del Regno di Diamond, appartenente alla nuova generazione degli Otto Generali Scintillanti. È nato con la capacità di usare la magia ma senza un attributo che gli dia forma rispetto agli altri. 
Come Mars e Fana, da bambino fu sottoposto a esperimenti per migliorarne le capacità magiche. Utilizza infatti una magia di rafforzamento unità alla capacità di assorbire e rilasciare la magia altrui. Non può tuttavia assorbire magie troppo grandi, altrimenti rischierebbe di esplodere. Arrogante e crudele, mira a utilizzare le sue abilità per scalare la scala sociale del regno. Partecipa con Mars all'attacco della Foresta delle Streghe, dove verrà sconfitto da Asta, e in seguito liberato dall'influsso della pietra magica. Ravvedutosi, deciderà di aiutare Mars a cambiare in meglio il regno. È doppiato da Takeshi Kusao.

#### Altri generali
- Yargos (ヤーゴス?, Yāgosu) è un mago appartenente alla vecchia generazione degli Otto Generali Scintillanti che utilizza una magia per controllare il muco. Combatte contro Langris durante l'attacco del Regno di Diamond al Regno del Clover, da cui viene sconfitto con facilità. In seguito tenta un ultimo attacco prendendo in ostaggio dei cittadini, ma viene definitivamente sconfitto da Asta con il supporto di Charmy e Finral. È doppiato da Genki Muro.
- Ragus (ラガス?, Ragusu) è un mago appartenente alla vecchia generazione degli Otto Generali Scintillanti che utilizza la magia del fulmine, grazie alla quale riesce a sfondare lo scudo magico che circonda la città di Kiten con potenti frecce lampeggianti; sarà tuttavia facilmente sconfitto da Yuno durante l'attacco del Regno di Diamond. È doppiato da Wataru Tsuyuzaki.
- Broccos (ブロッコス?, Burokkosu) è un mago appartenente alla vecchia generazione degli Otto Generali Scintillanti che utilizza la magia dell'ocra rossa. Può essere molto impaziente e si diverte a combattere in modo spericolato e diretto, anche se si dimostra protettivo nei confronti degli uomini sotto il suo comando. Durante l'attacco del Regno di Diamond verrà facilmente sconfitto da William con la sua magia dell'albero del mondo.

### Altri abitanti
- Lotus Whomalt (ロータス・フーモルト?, Rōtasu Fūmoruto), conosciuto come "Lotus dell'abisso", è un mago che sfrutta la magia del fumo. Dalla personalità pigra e accomodante, non ama combattere, ma se costretto sa rivelarsi un abile stratega. È sposato e ha tre figlie. In passato si scontrò sia con Julius sia con Yami, che gli inflisse una cicatrice sul petto. Combatte contro Luck, Asta e Noelle dentro il dungeon, venendo messo in fuga dal trio, e ricompare durante l'attacco del Regno di Diamond al Regno di Clover, ritirandosi vista la superiorità del duo Yami-William. Viene poi costretto ad allinearsi con il Regno di Spade dopo la conquista di Diamond da parte della Triade, ma deciderà di tradire Morris dopo che questi ha stretto un patto con Lucifero. È doppiato da Kenyuu Horiuchi.

## Tempio Sommerso

### Kahono
Kahono (カホノ?, Kahono) è una sacerdotessa del tempio sommerso che conosce Asta e Noelle una notte sulla spiaggia di Raque, dove dimostra di essere un'abile cantante e di avere una splendida voce. In questa circostanza rivela ai due il suo sogno di voler diventare una idol e aiuta Noelle a trovare un modo per controllare la sua magia. Riappare nel tempio quando i membri del Toro Nero devono affrontare la sfida del sommo sacerdote e si scontrerà con Noelle sfoderando la sua magia della voce. In seguito si unirà alla battaglia contro Vetto ma subirà gravi danni alla gola perdendo la voce e quindi la sua forza magica. Verrà in seguito curata da Asta e Noelle tramite un incantesimo curativo donatagli dalla Regina delle Streghe. È la nipote di 
Jifso, figlia di Jio e sorella di Kiato. Come sacerdotessa indossa una maschera a forma di delfino.
Lei e Kiato in seguito aiutano Noelle a stipulare un contratto con il dio del Tempio sottomarino per aiutarla nella battaglia contro Lucius. È doppiata da Megumi Han.

### Jifso
Jifso (ジフソ?, Jifuso) è l'anziano sommo sacerdote del tempio sommerso che lancerà la sfida ai membri del Toro Nero, ossia una serie di battaglie contro i suoi sacerdoti, nonché suoi famigliari. Osserverà il tutto da una stanza completamente isolata dall'esterno assieme a Yami, cosa che impedirà a quest'ultimo di intervenire prontamente durante l'attacco di Vetto. Alla fine consegnerà ai membri del Toro Nero la pietra magica. Utilizza la magia del gioco, che gli consente di creare una dimensione per giocare a dei giochi con regole impostate. Tuttavia, quando il gioco è in movimento, neanche lui non può entrare nella dimensione o interrompere il gioco. È doppiato da Chō.

### Jio
Jio (ジオ?, Jo) è uno dei sacerdoti del tempio sommerso, figlio di Jifso e padre di Kahono e Kiato. Viene considerato il più forte mago del tempio. Utilizza una magia dell'acqua e interviene nella battaglia contro Vetto, venendo facilmente sconfitto. Come sacerdote indossa una maschera a forma di squalo martello. È doppiato da Masayuki Akasaka.

### Kiato
Kiato (キアト?, Kyato) è uno dei sacerdoti del tempio sommerso, nipote di Jifso, figlio di Jio e fratello di Kahono. Sogna di trasferirsi sulla terraferma per divenire un ballerino e formare un gruppo con la sorella. Utilizza una magia legata alla danza, potenziata una volta unita al canto della sorella, ma ne perde l'utilizzo dopo danni alle gambe ricevuti nella battaglia con Vetto. Verrà curato insieme alla sorella da Asta e Noelle tramite un incantesimo curativo donatagli dalla Regina delle Streghe. Ha una cotta per Noelle. Lui e Kahono in seguito aiutano Noelle a stipulare un contratto con il dio del Tempio sottomarino per aiutarla nella battaglia contro Lucius. Come sacerdote indossa una maschera a forma di pesce spada. È doppiato da Yoshimasa Hosoya.

## Foresta delle Streghe
Una zona neutrale tra il Regno di Clover e il Regno di Diamond che ospita una popolazione di sole donne che usano magie speciali, come le maledizioni. Vanessa Enoteca, Dorothy Unsworth e Dominante Code provengono da questa zona.

### Regina delle Streghe
La Regina delle Streghe è la madre di Vanessa e della maggior parte delle abitanti della foresta. È una donna superba e arrogante, che indossa un grande cappello e vestiti molto appariscenti. Utilizza una potentissima magia legata al sangue ed è capace di manipolare un intero stormo di corvi per una varietà di scopi. Valorizzando il potere sopra ogni altra cosa, può estendere la sua influenza attraverso la foresta per osservarne gli eventi e il suo sangue ha elevate proprietà magiche che le permettono di guarire gli altri addirittura da maledizioni antiche e manipolarli come pupazzi. Essendo in grado di vedere nel futuro, venne a sapere dell'abilità di Vanessa di manipolare il destino e imprigionò la giovane per costringerla ad affinare la sua magia. Vanessa va al suo cospetto offrendole la sua vita in cambio della cura per le braccia di Asta. Tuttavia quando il Regno di Diamond e l'Occhio magico attaccheranno la Foresta delle Streghe le curerà comunque, di modo che il ragazzo possa aiutare a difendere il suo regno. Una volta finita la battaglia però, prenderà il controllo di Asta e lo costringerà a uccidere i suoi amici contro la sua volontà, venendo però sconfitta dal potere del controllo del fato di Vanessa. Cederà così al Toro Nero la sua pietra magica e permetterà loro di andarsene. Dona anche un incantesimo curativo ad Asta per curare Kahono e Kiato. Successivamente aiuta il Toro Nero e Dorothy a creare un rituale di evocazione che riporterà Asta nel Regno di Clover. Dopo che Asta sconfigge Damnatio, usa l'ultimo residuo dei suoi poteri per curare il Toro Nero, e chiede a Vanessa di prendere il suo posto, ma Dorothy si offre volontaria per farlo. È doppiata da Ryoko Gi.

## Regno di Heart
Il regno di Heart è una nazione alleata del regno di Clover, i cui abitanti si sono adattati al forte mana naturale del paese per creare magie che sfruttano particolari rune per aumentare la potenza e la portata degli incantesimi, e utilizzano un sistema di classificazione del mana con il livello zero al vertice. Il regno è governato e protetto da una stirpe di principesse che usano la magia dell'acqua e hanno stretto un patto con lo spirito dell'acqua Undine (ウ ン デ ィ ー ネ?, Undīne). Il regno è protetto inoltre da un gruppo di maghi chiamato Guardiani dello spirito (精霊守?, Seirei no Kami), potenti maghi di livello zero che possono prendere in prestito il potere del mana naturale, e che servono da protettori del regno e della principessa.

### Loropechka
Loropechka (ロロペチカ?, Roropechika) è l'attuale principessa del Regno di Heart, utilizzatrice di una magia dell'acqua e proprietaria dello spirito Undine. Si presenta come una ragazza molto distratta e impacciata, tuttavia, in quanto principessa di Heart, prende molto sul serio le sue responsabilità e si prende cura dei suoi sudditi e del suo regno. Possiede un'enorme quantità di potere magico, che ha ereditato dalle precedenti generazioni di principesse, tanto da poter competere con un'intera squadra di Cavalieri Magici da sola, inoltre possiede la capacità di percepire il mana nei suoi dintorni e può usare questa capacità per monitorare tutto ciò che accade nel regno. Stringe alleanza con il Regno di Clover per invadere il Regno di Spade dopo essere stata colpita da una maledizione di Megicula che la ucciderà entro un anno. Combatte Vanica con Noelle e Secre, ma viene catturata e portata nel Regno di Spade. Successivamente viene liberata con l'aiuto di Noelle, Asta, Luck, Gadjah e Nozel. Dopo la battaglia, riprende i suoi doveri di regina. È doppiata da Yu Serizawa.

### Guardiani dello spirito

#### Gajah
Gajah (ガ ジ ャ?, Gaja): è uno dei guardiani dello spirito del Regno di Heart. Utilizza una magia legata ai fulmini. Ha una grossa cicatrice che gli scorre dalla guancia sinistra al collo, infertagli da Megicula. Appare dedicato al suo dovere, ed è disposto ad agire in modo poco ortodosso per servire il suo paese e la sua principessa, di cui è innamorato. È il più forte tra i guardiani, tanto che lo stesso Julius riconosce il suo potere. Si occupa dell’addestramento di Luck dopo che Clover e Heart hanno stretto alleanza contro Spade. È doppiato da Ryōtarō Okiayu.

#### Altri guardiani
- Potrof (ポ ト ロ フ?, Potrofu): è uno dei guardiani dello spirito del Regno di Heart. Addestra Charmy e Rill dopo che Clover e Heart formano un'alleanza contro Spade. Usa una magia basata sulle piante. In seguito, quando Vanica e cinque discepoli oscuri attaccano il regno di Heart, viene sconfitto da una dei discepoli, Halbet. È doppiato da Hayato Fujii.
- Floga (フ ロ ー ガ?, Furōga): è uno dei guardiani dello spirito del Regno di Heart. Addestra Leopold dopo che Clover e Heart formano un'alleanza contro Spade. Usa una magia basata sul fuoco. In seguito, quando Vanica e cinque discepoli oscuri attaccano il regno di Heart, viene sconfitto da Sivoir, uno dei discepoli. È doppiato da Shōmaru Zōza.

## Regno di Spade
Il regno di Spade è un paese avverso al regno di Clover, i cui maghi traggono la loro magia dai demoni. Il regno è governato da un trio di maghi noti come Triade Oscura (漆黒の三極性(ダークトライアド)?, Dāku Toraiado), i quali hanno ottenuto il dominio del regno usurpando la precedente famiglia reale, la famiglia Grinberryall. Sotto il loro dominio, Spade ha conquistato la maggior parte di Diamond e ha iniziato a prepararsi a invadere gli altri regni. I membri della Triade sono tutti maghi estremamente potenti, la cui forza è alla pari con i demoni, poiché essi sono posseduti da demoni di alto rango. I loro subordinati diretti sono i Discepoli Oscuri (漆黒の使徒ダークディサイプル?,  Dāku Disaipuru), i quali sono potenziati dalla magia dei demoni. Uno degli obiettivi della Triade Oscura è la creazione dell'Albero di Qliphoth (ク リ フ ォ ト の 樹?, Kurifoto No Ki), un canale magico che collega gli inferi con il mondo dei viventi e che consentirà ai diavoli di invadere il mondo degli umani.

### Lucius Zogratis
Lucius Zogratis (ルシウス・ゾグラティス?, Rushiusu Zoguratisu) è il fratello maggiore della Triade Oscura e il principale antagonista della serie, un mago nato con due anime, una delle quali è Julius Novachrono. È affiliato con Astaroth, il diavolo della magia del tempo, mentre la sua magia innata, la magia delle anime, gli permette di manipolare le anime di coloro che tocca. Credendosi il salvatore del mondo, pianifica di usare il potere dei diavoli e dei suoi fratelli per sterminare l'umanità e ricrearla come una razza di immortali di pari rango chiamati Paladini (聖騎士?, Paradin) e stabilire la pace, con se stesso come ultimo imperatore magico. Per questo motivo, si è infiltrato a Clover e ha permesso all'ignaro Julius di mantenere la sua copertura. Dopo la conclusione della lotta contro la Triade Oscura, è costretto a rivelarsi per neutralizzare Damnatio quando questi inizia a sospettare di lui. Adrammelech appare poco dopo portando il cuore di Lucifero, e in seguito Lucius si reca negli inferi per divorarne la metà rimanente ottenendo la sua magia di gravità. Lucius torna a Clover un anno dopo per portare a termine il suo piano e uccidere Asta, che ritiene un difetto a cui non può essere permesso di vivere nel suo mondo perfetto. Dopo aver apparentemente ucciso Asta e aver preso Lily come prima dei suoi Paladini, considera Yuno come il suo prossimo bersaglio mentre informa tutti i presenti che il suo giudizio inizierà entro sette giorni. In seguito inizia il suo attacco con un esercito di Paladini tra cui Morgen e Acier Sliva. In seguito viene rivelato che ora può usare la magia dei suoi fratelli per creare cloni di se stesso e riesce a sopraffare Yuno e il resto dei cavalieri magici finché non viene fermato da Asta e dal Toro Nero.

### Triade Oscura
- Dante Zogratis (ダンテ・ゾグラティス?, Dante Zoguratisu): è un mago facente parte della Triade Oscura, ed è l'ospite umano di Lucifero. Ha baffi e barba sottili, porta una corona e ha un segno di colore scuro sulla sua fronte. Crede che il male sia la vera natura dell'umanità, pertanto considera l'essere chiamato malvagio come un complimento e incoraggia altre persone ad abbracciare la loro malizia, poiché è un'emozione suprema che solo gli umani hanno. Attacca la base del Toro Nero allo scopo di catturare Yami. Sconfigge facilmente diversi membri della squadra, incluso Asta, fino a quando Yami arriva per affrontarlo, ispirando in seguito Asta a continuare la lotta. Asta fa un patto con il suo diavolo, permettendogli di controllare il braccio destro in cambio di più potere, e questo permette ad Asta di usare la katana di Yami per sconfiggere Dante. Salvato da Zenon e potenziato da Morris, fronteggia poi Nacht e Jack nel conflitto che ne segue, ma viene trascinato in uno scontro uno contro uno con Magna quando il suo avversario usa un incantesimo per dividere equamente la magia di Dante tra di loro. Magna combatte Dante fino a quando entrambi non esauriscono la magia, permettendo a Magna di mettere fuori combattimento Dante, sconfiggendolo. Riprende conoscenza, ma con la sua magia indebolita che si scatena, Jack è in grado di abbatterlo, assicurando la vittoria di Magna. Usa una magia che gli consente di manipolare i tessuti del suo corpo, permettendogli di riparare e alterare il suo fisico a piacimento. Inoltre, essendo posseduto da un demone, ha la capacità di usare la magia di gravita di Lucifero. È doppiato da Rikiya Koyama.
- Zenon Zogratis (ゼノン・ゾグラティス?, Zenon Zoguratisu): è un mago facente parte della Triade Oscura, ed è l'ospite umano di Beelzebub. Ha una segno a forma di croce sul lato sinistro della fronte che si estende attraverso l'occhio. È freddo e cinico, mostrando una gioia sadica solo quando sconfigge senza pietà gli avversari. Possiede un'enorme quantità di potere magico, come testimonia il fatto che sia stato in grado di sottomettere il regno di Diamond da solo. In passato era un uomo di buon cuore che desiderava proteggere le persone, e non aveva alcun interesse a diventare un possessore di demone, gareggiando invece con il suo rivale Allen per diventare comandante in capo della forza di difesa magica. Tuttavia, durante una missione, vennero attaccati da un diavolo e Zenon decise di uccidere sia il diavolo che Allen per impedire al primo di fuggire. Devastato, Zenon concluse che le emozioni sono privi di significato e che il potere è l'unica cosa che conta, accettando il potere del diavolo. Guida poi l'attacco alla base dell'Alba Dorata, dove sconfigge un gran numero di membri (Yuno compreso) e cattura William. Si reca poi da Dante dopo che è stato sconfitto da Asta dove cattura Yami e parte con lui e William attraverso un portale verso Spade. Quando lo squadrone del regno di Clover attacca il castello affronta Yuno e Langris, dai quale viene apparentemente messo in difficoltà, tuttavia dopo che il portale di Qliphoth si apre riesce ad usare il 100% dei suoi poteri demoniaci ribaltando la situazione. Dopo essere stato trafitto dal nuovo incantesimo di Yuno, Zenon sacrifica la sua anima a Beelzebub per ottenere il cuore di un diavolo. Zenon sopraffa Yuno prima che questi acquisisca il suo secondo grimorio e distrugga il suo cuore demoniaco, uccidendolo all'istante. Usa una magia che gli consente di generare e manipolare le ossa, e inoltre, essendo posseduto da un demone, ha la capacità di usare la magia di spazio di Beelzebub. È doppiato da Tatsuhisa Suzuki.
- Vanica Zogratis (ヴ ァ ニ カ・ゾグラティス?, Vanika Zogurastisu): è una maga facente parte della Triade Oscura, ed è l'ospite umana di Megicula. La sua caratteristica più notevole è una benda che copre l'occhio destro (circondato da un segno di colore scuro) ed è decorata con il simbolo di Spade. Appare come una donna entusiasta, a cui piace fare cose appariscenti, e considera più divertente combattere gli avversari in buona condizione fisica. Guida l'attacco al Regno di Heart con lo scopo di sconfiggere Lolopechka, con quattro dei suoi discepoli che sconfiggono quattro degli Guardiani dello Spirito, mentre lei divide il controllo del suo corpo con Megicula per sconfiggere Lolopechka, Noelle e Secre. Viene incuriosita da Noelle e rapisce Lolopechka invece di ucciderla, per incitare Noelle a essere più forte nel loro prossimo combattimento. Quando il regno di Clover attacca il castello della triade ingaggia uno scontro contro Charlotte e Rill, venendo messa in seria difficoltà da Charlotte, tuttavia dopo che il portale di Qliphoth si apre riesce ad usare il 100% dei suoi poteri demoniaci ribaltando la situazione. Sebbene accetti la sua sconfitta per mano di Noelle, viene completamente sottomessa da Megicula, mentre il diavolo rivela la sua intenzione di sacrificarla per manifestarsi pienamente. Usa una magia basata sul sangue, e inoltre, essendo posseduta da un demone, ha la capacità di usare la magia di maledizioni di Megicula. È doppiata da Yui Ogura.

### Discepoli oscuri
- Gaderois Godroc (ガデロア・ゴドロック?, Gaderoa Godorokku): è uno dei discepoli oscuri che accompagna Zenon durante l'attacco alla base dell'Alba Dorata. Ama combattere, uccidere e scatenarsi con la sua magia, infatti partecipa all'attacco alla base per il brivido del combattimento, senza preoccuparsi di chi deve combattere o del perché la Triade Oscura voglia dei maghi di livello arcano. Usa una magia basata sulle rocce. A causa del potenziamento del potere del demone, la sua pietra è più dura del ferro o dell'acciaio e può resistere a più attacchi simultanei senza subire danni. Viene sconfitto da Yuno dopo un duro scontro. È doppiato da Michitake Kikuchi.
- Foyal Migusteau (フォヤル・ミグストー?, Foyaru Migusutō): è uno dei discepoli oscuri che accompagna Zenon durante l'attacco alla base dell'Alba Dorata. È un uomo sadico che si diverte molto a deridere e torturare i suoi avversari. Usa una magia basata sulla nebbia, grazie alla quale può creare illusioni di se stesso per disorientare i suoi avversari e può anche condensare le sue nebbie in proiettili d'acqua abbastanza forti da distruggere l'acciaio. Viene sconfitto da Klaus con l'aiuto di Letoille. È doppiato da Wataru Tsuyuzaki.
- Svenkin Gatard (スヴェンキン・ガタード?, Suvenkin Gatādo): è uno dei discepoli oscuri che accompagna Vanica durante l'attacco al Regno di Heart. Nonostante il suo aspetto corpulento, ha una personalità piuttosto sgargiante. È anche incredibilmente vanitoso, credendo di essere impermeabile ai danni e guardando dall'alto in basso coloro che considera più deboli. Utilizza una magia che gli consente di manipolare la sua pelle, ammorbidendola o indurendola a piacimento per neutralizzare gli attacchi dei suoi avversari. Sconfigge con facilità uno dei Guardiani dello Spirito, per poi affrontare Luck, da cui viene sconfitto, ma viene rianimato dalla maledizione di Vanica. Muore quando quest'ultima usa i suoi poteri per far esplodere l'energia demoniaca conferita ai suoi discepoli.
- Sivoir Snayle (シーヴワル・スナイル?, Shīvuwaru Sunairu): è uno dei discepoli oscuri che accompagna Vanica durante l'attacco al Regno di Heart. Utilizza una magia che gli consente di manifestare dei bulbi oculari, che sono in grado di ruotare e muoversi a mezz'aria e aumentare il suo campo visivo. Usa questi occhi aggiuntivi per aiutare le sue abilità di cecchino. Grazie a questa magia, sconfigge con facilità il Guardiano degli Spiriti Floga, per poi affrontare Leopold, da cui viene sconfitto, ma viene rianimato dalla maledizione di Vanica. Muore quando quest'ultima usa i suoi poteri per far esplodere l'energia demoniaca conferita ai suoi discepoli. È doppiato da Makoto Sahara.
- Halbet Chevour (ハールベート・シュヴール?, Hārubēto Shuvūru): è una dei discepoli oscuri che accompagna Vanica durante l'attacco al Regno di Heart. È incredibilmente vanitosa e ossessionata dal suo aspetto fisico. La sua magia le consente di controllare i suoi capelli a piacimento, allungandoli e tramutandoli in potenti tentacoli, o anche in lance. Durante l'attacco, sconfigge con facilità il Guardiano degli Spiriti Potrof, per poi affrontare Charmy, da cui viene sconfitta, ma viene rianimata dalla maledizione di Vanica. Muore quando quest'ultima usa i suoi poteri per far esplodere l'energia demoniaca conferita ai suoi discepoli. È doppiata da Miyuki Satou.
- Robero Ringert (ロベロ・リンゲルト?, Robero Ringeruto): è uno dei discepoli oscuri che accompagna Vanica durante l'attacco al Regno di Heart. La sua magia gli consente di manipolare la sua lingua, ingrandendola e indurendola a piacimento. È un masochista, provando piacere nel morire e venire resuscitato in continuazione dalla magia di Vanica. Affianca Vanica durante le battaglia al palazzo reale di Heart, ingaggiando uno scontro con Mimosa. Come gli altri discepoli, muore quando Vanica usa i suoi poteri per far esplodere l'energia demoniaca conferita ai suoi discepoli. È doppiato da Wataru Tsuyuzaki.

### Altri abitanti
- Ralph Niaflem (ラルフ・ニアフレム?, Rarufu Niafuremu): è un servitore della casa Grinberryall, l'antica famiglia reale del Regno di Spade, e membro della resistenza contro la Triade Oscura. Suo padre portò Yuno a Hage in seguito al colpo di Stato della Triade Oscura. Sei mesi dopo lo scontro con gli elfi, si reca a Clover, dove rivela a Yuno il suo passato. In seguito guida la resistenza per fare da esca e consentire ai maghi di Clover di invadere il castello della Triade Oscura. Usa una magia basata sul fuoco. È doppiato da Daisuke Takahashi.
- Ciel Grinberryall (シエル・グリンベリオール?, Shieru Gurinberiōru): è la regina del Regno di Spade e la madre di Yuno, che si è nascosta dopo che la Triade Oscura ha ucciso suo marito e preso il controllo del Regno di Spade sotto la protezione della resistenza. Riemerge una volta che la Triade Oscura viene sconfitta e si riunisce con Yuno. Possiede la Magia della Luna.

## Demoni
I Demoni (悪魔?, Akuma) sono esseri mostruosi provenienti da un'altra dimensione. Normalmente non possono apparire da soli nel mondo dei mortali, ma un mago può usare una magia proibita e un sacrificio per evocare un demone e usare il suo potere, come la Triade Oscura e i loro sottoposti, i quali traggono il loro potere tramite dei patti stretti con i demoni. I demoni hanno sviluppato un sistema di caste e le loro posizioni tra i ranghi sono assegnate alla nascita e non possono essere cambiate. Quelli di rango inferiore sono considerati più deboli e quindi sono costantemente torturati da demoni di rango superiore.
- Zagred  (ザ グ レ ド?, Zagureddo): Un demone di alto rango che ha ideato il genocidio degli Elfi in modo da trasformare il grimorio di Licht in un grimorio a cinque foglie e possedere il suo corpo. Dopo che Licht sventa il suo piano trasformandosi in un demone antico, fermato poi da Lumiere, Zagred viene sigillato da Secre, riuscendo però ad attivare una magia di trasmigrazione per inviare se stesso e le anime degli elfi di cinque secoli avanti nel futuro. Dopo aver preso possesso di un elfo reincarnato di nome Ronne, usa la pietra magica di Yuno per portare il suo vero corpo nel Palazzo reale oscuro. Una volta che il suo spirito si è trasferito nel suo corpo, tortura psicologicamente Patry per trasformarlo in un Elfo Oscuro, e una volta caduto nella disperazione gli sottrae l'ormai grimorio a cinque foglie appena trasformato per completare il suo piano. Viene infine sconfitto da Asta con il sostegno di Yuno, Yami, Licth e Lumiere. Fa utilizzo della magia dello spirito delle parole, che gli permette di manipolare l'ambiente circostante attraverso la voce e che riproduce incantesimi in base a ciò che pronuncia; è anche capace di sfruttare la magia di trasmigrazione, con la quale riesce a manipolare un'anima morente e posizionarla in un altro corpo. È doppiato da Shōtarō Morikubo.
- Lucifero (ル チ フ ェ ロ?, Ruchifero): è uno dei tre demoni di rango più elevato che ha stretto un contratto con Dante della Triade Oscura e con Morris. Risiede nel livello più basso degli inferi, e come tale possiede un immenso potere magico, tanto da poter distruggere il mondo dei viventi se rilasciato al massimo della sua potenza. Prima degli eventi della serie, Lucifero tentò di possedere il corpo di Liebe quando questi fini nel mondo degli umani, ferendo a morte Licita dopo che lei ostacolò il suo tentativo. Durante il suo combattimento con Asta, Dante gli chiede del diavolo del ragazzo, ma Lucifero non lo conosce e lo considera un diavolo di basso rango, a causa del suo potere di cancellare gli incantesimi. Lucifero abbandona Dante dopo la sua sconfitta e incarica Morris di affrettare la crescita del Qliphoth per emergere completamente. Quando Morris viene facilmente sconfitto dal Toro Nero, Lucifero sacrifica il suo ospite per aprire il secondo cancello e possiede i demoni emergenti per creare un corpo rudimentale in cui combattere i Cavalieri Magici. Dopo essersi manifestato parzialmente, Lucifero decide di uccidere loro e ogni altro essere umano nel suo stato attuale dopo aver riconosciuto che sono in grado di fargli del male. Ma Asta riesce a sconfiggere Lucifero, solo che il cuore del demone viene strappato dal suo corpo da Adrammelech e consegnato a Lucius Zogratis, che in seguito si reca negli inferi e uccide la restante metà di Lucifero, divorandogli il cuore subito dopo. Usa una magia che gli consente di manipolare la gravità; inoltre, ha la capacità di prendere il controllo dei corpi dei diavoli di basso rango, indipendentemente da dove si trovino.
- Beelzebub (ベルゼブブ?, Beruzebubu): Uno dei tre diavoli di rango più elevato che ha stretto un contratto con Zenon della Triade Oscura. Quando viene gravemente ferito da Yuno, Zenon si offre di fare un patto con lui offrendogli il suo corpo e la sua anima in cambio del cuore di un diavolo, e Beelzebub accetta e lo trasforma efficacemente in un diavolo. Viene successivamente sottomesso e purificato da Lucius e posto nel corpo di Lily. Usa una magia di spazio, che gli permette di creare portali e spazi dimensionali che controllano il mana altrui.
- Astaroth (アスタロト?, Asutaroto): Uno dei tre diavoli di rango più alto che ha lasciato il mondo dei demoni anni fa e attualmente risiede nel corpo di Lucius Zogratis, in possesso della Magia del Tempo. Astaroth era uno dei tre sovrani degli inferi insieme a Lucifero e Beelzebub, e in seguito alla sua scomparsa, il suo posto è stato preso da Megicula.
- Megicula (メギキュラ?, Megikyura): è un demone di alto rango che ha stretto un contratto con Vanica della Triade Oscura. Megicula è un utilizzatore di maledizioni il cui potere è abbastanza potente che chiunque menziona l'entità senza protezione viene maledetto. La famiglia Agrippa ha stretto un patto con Megicula molto tempo fa, inoltre il demone ha avuto un ruolo nella morte di Acier Silva quando ha dato alla luce Noelle. Megicula entra successivamente nel Regno di Heart e maledice la principessa Loropechika con una maledizione mortale che si attiva entro un anno, così Clover e Heart entrano in un'alleanza per sconfiggere il demone. Dopo che Vanica è stata sconfitta da Noelle, il diavolo prende il pieno controllo del suo ospite e corrompe ulteriormente Lolopechka, con l'intenzione di usare le loro anime per manifestarsi nel mondo umano. Sconfigge facilmente Noelle, Rill, Charlotte e Gaja. Nonostante ciò, Noelle si rifiuta ancora di arrendersi, proclamando che ciò è la vera forza degli umani, confondendo Megicula. Noelle mostra di aver ragione quando Rill, Charlotte e Gaja si rialzano per combattere i soldati rianimati di Megicula, con anche Luck che si unisce alla battaglia e Asta che salva Lolopechka. Alla fine arriva anche Nozel, che fa a pezzi il corpo di Megicula, permettendo a Noelle di tagliarle il cuore, uccidendola. Mentre si disintegra, accetta di essersi sbagliata sulla forza degli umani.
- Lilith (リリス?, Ririsu) e Naamah (ナハマー?, Nahamā): Sono due demoni gemelli di alto rango che risiedono nel primo livello degli inferi, collegati all'Albero di Qliphoth. Sono i primi diavoli ad emergere una volta aperta la porta degli inferi. Utilizzano rispettivamente delle magie di fuoco e ghiaccio, ed entrambi hanno un potere magico che supera persino quello della Triade Oscura. Possono, inoltre, fondersi tra loro, raggiungendo un livello di potenza ancora più elevato. Una volta giunti nel mondo dei mortali combattono contro Nacht, spingendolo facilmente sull'orlo della morte, finché non vengono sconfitti da Asta e Liebe.
- Gimodelo (ギ モ デ ロ?, Gimodero), Slotos (スロトス?, Surotosu), Plumede (プルメデ?, Purumede) e Walgner (ワルグナ?, Waruguna): sono quattro demoni di medio rango che servono Nacht. Attraverso l'uso delle ombre di Nacht, possono manifestarsi come familiari o forme più grandi e imponenti che indossano maschere di animali. Gimodelo indossa una maschera da cane e l'unione con lui concede a Nacht il potere "Branco", dandogli la capacità di creare creature simili a cani umanoidi dalla sua ombra. Slotos indossa una maschera da asino e l'unione con lui concede a Nacht il potere "Robustezza", dandogli immensa forza fisica e resistenza. Plumede indossa una maschera da gatto e l'unione con lui concede a Nacht il potere "Agilità", dandogli grande velocità ed evasività. Walgner indossa una maschera da gallo e l'unione con lui concede a Nacht il potere “Richiamo”, conferendogli la capacità di emettere onde sonore in grado di stordire i nemici.
- Adrammelech (アドラメレク?, Adoramereku):Il demone supremo di grado più alto del secondo livello degli inferi, fuoriuscito dopo l'apertura del portale. È molto apatico, non nutre particolare malizia o odio per gli umani e si rifiuta di combattere per conto di Lucifero semplicemente per il proprio divertimento. Dopo la sconfitta di Lucifero strappa il cuore del demone e vola via, donandolo in seguito a Lucius.

## Terra del Sol Levante
Una terra al di là del mare, la Terra del Sol Levante è la patria di Yami Sukehiro e dove finiscono Asta e Liebe dopo essere stati sconfitti da Lucius. A differenza dei maghi di Clover e dei suoi vicini, i maghi del paese usano le pergamene per manifestare gli incantesimi. I maghi più forti del paese prendono il nome di Sette Ryuzen (龍禅七人衆?, Ryūzen Shichininshū), agli ordini dello shogun.

### Ichika Yami
Ichika Yami (ヤミ・いちか/夜見一花?, Yami Ichika) è la sorella minore di Yami e un membro dei sette Ryuzen. Nonostante le loro somiglianze e la capacità di usare la magia oscura, Ichika odia suo fratello, ritenendolo responsabile di aver ucciso la loro famiglia e idolatra Ryuya Ryudo per essersi preso cura di lei. Nonostante la sua riluttanza, aiuta ad addestrare Asta su ordine di Ryuya. Quando i paladini invadono il paese, li combatte con gli altri Ruyzen, ma rimane intrappolata nelle illusioni dei nemici e vede i suoi ricordi, rendendosi conto che è stata lei a uccidere la sua famiglia dopo aver preso una pillola che avrebbe dovuto aumentare i suoi poteri, ma l'ha fatta impazzire. Dopo la battaglia, si riconcilia con Asta e si offre di allenarlo finché non arriveranno i suoi compagni a prenderlo. In seguito viene convinta ad andare a Clover con Asta per rivedere Yami. Si reca poi ad aiutare Yami nella sua battaglia contro Morgen.

### Ryūdō Ryūya
Ryūdō Ryūya (龍頭 龍彌?) o Ryū (龍?) in breve, è lo shogun accomodante del Paese del Sol Levante e amico d'infanzia di Yami. Ryūya ha sacrificato il suo immenso potere magico per ottenere il Tengentsu (天眼通?, Tengentsū) nel suo occhio destro, un occhio speciale che gli dona il potere di percepire qualsiasi cosa stia accadendo nel momento presente. L'occhio può anche leggere i pensieri e i ricordi delle persone, così come misurarne la forza.

## Altri personaggi

### Padre Orsi
Orsi Ofai (オルジ・オーファイ?, Oruji Ōfai) è il sacerdote della Chiesa nel villaggio di Hage che gestisce anche l'orfanotrofio in cui Asta e Yuno sono cresciuti. Tratta entrambi i ragazzi come i suoi figli adottivi insieme a tutti gli altri orfani di cui si occupa. È molto orgoglioso di Asta e Yuno per la loro rapida ascesa nei ranghi dei Cavalieri Magici, oltre ad essere felice della loro generosità per l'invio della maggior parte dei loro salari mensili alla chiesa del villaggio. È doppiato da Kazuki Nakao.

### Sorella Lily
Lily Aquaria (リリー・アクアリア?, Shisutā Rirī Akuaria) è la giovane suora della chiesa dove sono cresciuti Asta e Yuno. Essendo una delle persone che ha allevato e curato Asta, si preoccupa profondamente per il suo benessere e di solito è benevola nei suoi confronti, ma sa anche essere severa nei confronti del ragazzo quando la situazione lo richiede. Asta è da sempre innamorato di lei e gli si è dichiarato più volte, venendo sempre respinto. Utilizza la magia dell'acqua. Lucius usa la sua magia dell'anima per trasformarla nella prima dei suoi Paladini, concedendole la magia dello spazio rendendola ospite di un Belzebù purificato. Successivamente viene incaricata da Lucius insieme a Heath Grice e Yrul di invadere la Terra del Sole, ma viene fermata da Asta. È doppiata da Miyu Kubota.

### Sorella Theresa Rapual
Theresa Rapual (シスター・テレジア・ラプアール?, Shisutā Terejia Rapuāru) è la suora tutrice di Marie e degli altri orfani di Nairn. Ex cavaliere magico, servì a corte e fu lei stessa ad addestrare Fuegoleon nella magia del fuoco. Stanca di vedere bambini uccisi in battaglia, decise di diventare una suora. Ha un rapporto conflittuale con Gauche, dal momento che gli impedisce di vedere Marie più di una volta al mese a causa del suo comportamento ossessivo. Partecipa alla lotta per salvare i bambini rapiti da Baro e Neige. Dopo essere stata ferita nel combattimento, Gauche inizia a trattarla con più rispetto. Dopo essersi ripresa, riprende le sue mansioni occupandosi dei suoi orfani. È doppiata da Rei Igarashi.

### Rebecca Scarlet
Rebecca Scarlet (レベッカ・スカーレット?,  Rebekka Sukāretto) è una ragazza che conosce Asta durante l'appuntamento con Luck, Finral e altre due ragazze. Ha 16 anni e si occupa da sola dei suoi fratelli, lavorando in un ristorante. Dopo che Asta la difende dall'aggressione di un avventore, si innamora di lui, scatenando la gelosia di Noelle, dal momento che anche lei è segretamente infatuata di Asta. È doppiata da Rikako Yamaguchi.

### Marie Adlai
Marie Adlai (イ マ リ ー · ア ド レ イ?, Marī Adorei) è la sorella minore di Gauche. Questi prova un profondo affetto per lei, arrivando a diventare un criminale per provvedere al suo benessere. Dopo l'arresto di Gauche, Marie è stata portata nell'orfanotrofio supervisionato da Sorella Theresa, dove ha fatto amicizia con molti dei bambini presenti. Sarà tra i bambini rapiti da Neige e Baro, ma sarà salvata dal fratello e da Asta, per il quale ha una cotta. Quando Patry procede al risveglio di tutti gli elfi dai loro corpi reincarnati, Marie è posseduta dall'elfa Ecra (エ ク ラ?, Ekura), che possiede la magia degli occhi, che le permette di usare incantesimi senza bisogno di un grimorio. Ritorna alla normalità dopo che Asta esorcizza lo spirito dell'elfa dal suo corpo. È doppiata da Hitomi Sasaki.

### Baro e Neige
Baro (バロ?, Baro) e Neige (ネージュ?, Nēju) sono due maghi criminali a cui viene ordinato da Sally di rapire i bambini dell'orfanotrofio di Sorella Teresa in modo da sottoporli a esperimenti. Il primo utilizza una magia del fango e dopo essere stato tramutato in un mostro di fango da Sally combatterà contro Asta e Gauche per poi essere sconfitto; il secondo ricorre alla magia della neve e perderà contro Asta e Gauche, prima di pentirsi delle sue azioni. In seguito al suo arresto, Neige verrà poi condannato a prestare servizio presso l'orfanotrofio di Nairn. Sono doppiati da Genki Muro e Kouhei Amasaki.

### Famiglia Kira
Una delle tre famiglie reali del Regno di Clover insieme ai Vermillion e ai Silva, il cui lignaggio risale alla fondazione del regno e al genocidio degli Elfi.
- Augustus Kira Clover XIII (アウグストゥス・キーラ・クローバー13世?, Augusutusu Kīra Kurōbā 13-sei): il re del Regno di Clover e utilizzatore di una magia legata alla luce. È un uomo molto pigro ed egocentrico, non rispetta la gente comune e crede che le persone di sangue reale siano superiori a quelle che non lo sono. È poco amato dal popolo di Clover, e per questo prova una forte invidia nei confronti di Julius, che invece è amato e rispettato da tutto il regno. Ha una grande quantità di potere magico, ma a causa della sua arroganza non si è mai preoccupato di imparare a usare il suo potere in modo efficace, credendo che il suo status di reale lo renda automaticamente superiore agli altri. Come tale, normalmente usa la sua magia per impressionare i suoi sudditi, sebbene di solito abbia l'effetto opposto. È doppiato da Jun Miyamoto.
- Damnatio Kira (ダムナティオ・キーラ?): un membro della famiglia Kira, oltre che il presidente dell'Assemblea Magica del regno di Clover, un uomo manipolatore e spietato che pone la giustizia al di sopra di tutto, anche della sua stessa famiglia. Utilizza una magia basata sulle bilance, che lo rende in grado di ridurre e contrastare tutte le forme di magia, tranne l'Anti Magia. In seguito alla guerra contro gli elfi, supervisiona il processo di Asta e Secre per aver usato la magia proibita, prima di essere fermato dal Toro Nero e da Fuegoloen e Nozel, che tramite un decreto di Julius riescono a salvare Asta ponendolo sotto la custodia della squadra. Damnatio consente ciò, ma promette di sottoporre ogni Cavaliere Magico a un'inchiesta in caso la missione di Asta dovesse fallire e minacciare comunque il regno. Durante la battaglia contro la Triade Oscura, Damnatio conduce la propria indagine sui diavoli e si rende conto di un'incoerenza che collega Julius al diavolo sconosciuto Astaroth. Damnatio affronta Julius su questo, solo per essere messo fuori combattimento da un ridestato Lucius. Successivamente, viene rivelato che Damnatio è stato trasformato in un paladino da Lucius e affronta il Toro Nero nella Foresta delle Streghe. Riesce a sconfiggere tutti gli avversari, ma viene facilmente sconfitto da Asta quando viene riportato a Clover. È doppiato da Hiroshi Tsuchida.

### Fanzel Kruger
Fanzel Kruger (ファンゼル・クルーガー ?, Fanzeru Kurūga) è un ex ufficiale dell'esercito del Regno di Diamond che vive a Clover con la moglie Dominante e una ragazza di nome Mariella. In passato addestrò Mars, Radols e Fana, ma in seguito capì quanto sbagliati fossero quegli esperimenti, e fuggi dal regno insieme alla moglie e alcuni allievi. Combatterà al fianco di Asta alla Foresta delle Streghe contro i suoi ex allievi. Utilizza la magia del vento, ed è un abile spadaccino. È doppiato da Satoshi Mikami.

### Dominante Code
Dominante Code (ド ミ ナ ン ト · コ ー ド?, Dominanto Kōdo) è la moglie di Fanzel, esperta nella creazione di manufatti magici, come bacchette, manici di scopa volanti e persino mantelli dell'invisibilità. Ama moltissimo Fanzell, ma spesso sfoga le sue frustrazioni contro di lui malmenandolo, che lo meriti o meno. È la creatrice del gioiello magico alla base della bacchetta di Noelle. Partecipa alla battaglia alla Foresta delle Streghe, suo luogo di nascita. È doppiata da Misako Tomioka.

### Mariella
Mariella (「マ リ エ ラ?, Mariera) è un'ex assassina del Regno di Diamond, divenuta allieva di Fanzel. Inizialmente era stata incaricata di eliminare Fanzel e sua moglie, ma grazie all'intervento di Asta e degli altri membri del Toro Nero ha deciso di cambiare vita e di espiare i suoi crimini passati aiutando gli altri. Partecipa alla battaglia della Foresta delle Streghe. Utilizza una magia legata al ghiaccio. È doppiata da Sayaka Senbongi.

### Licht
Licht (リヒト?, Rihito) è il capo della tribù degli elfi che possedeva la magia della spada, e il precedente proprietario del grimorio a cinque petali attualmente posseduto da Asta. Favorevole alla coesistenza pacifica tra elfi e umani, strinse amicizia con Lumiere, innamorandosi inoltre di sua sorella Tetia. I due si sposarono dopo aver concepito due gemelli mezzi-elfi, quando i reali di Clover, manipolati da Zagred, lanciarono un attacco durante le nozze, ferendo Tetia, e uccidendo uno dei bambini che portava in grembo e il suo popolo. Dopo che il suo grimorio si trasformò in un grimorio a cinque petali, Licht usò le pietre magiche per trasformarsi in un demone, e Lumiere fu costretto a uccidere il suo amico per fermare la sua furia. Licht è stato ridotto a uno scheletro che giace nell'area su cui sarebbe stato costruito il villaggio di Hage, mentre veniva demonizzato dalle storie dell'evento del Regno di Clover. Tetia e il figlio sopravvissuto di Licht sarebbero poi fuggiti in seguito nel Regno di Heart, dove i loro discendenti sono fioriti nel villaggio di Elysia. Mentre Patry ha assunto l'identità di Licht dopo essersi reincarnato nel corpo di William cinque secoli dopo, ha creato un corpo artificiale in modo da ospitare l'anima di Licht. Una volta rianimato, rimane inizialmente indifferente ad Asta che possiede il suo grimorio e le sue spade, ma in seguito riprende la Spada Fendi Demone e accompagna i suoi compagni al palazzo reale oscuro, dove continua a combattere Zagred con Yami e Charla. Secre in seguito dissigilla la sua anima per ripristinare la sua vera personalità e forza, permettendogli di combattere al fianco di Lumiere. Una volta sconfitto il demone e esorcizzato le anime degli elfi, Licht decide di unirsi al suo popolo nell'aldilà mentre il suo corpo artificiale viene usato da Rades per mantenere Patry tra i vivi. È doppiato da Takahiro Sakurai.

### Lichita
Lichita (リチタ?, Richita) è la madre di Asta e la madre adottiva di Liebe. Possedeva una magia che le permetteva di immagazzinare oggetti e creature senza mana all'interno di altri oggetti, permettendole di trasportare grandi quantità di cose senza doversi preoccupare di peso, dimensioni o forma. Poteva inoltre assorbire la magia e la forza vitale di altre persone o creature. Lasciò Asta quando era ancora un bambino sulla porta della chiesa di Hage, preoccupata che avrebbe assorbito la magia e la forza vitale di suo figlio. Morì proteggendo Liebe da Lucifero, che voleva impossessarsi del suo corpo. È doppiata da Kaori Ishihara.